# Koh-Lanta
Pour les articles homonymes, voir Koh Lanta (île) et Parc national de Koh Lanta.
Cet article concerne l'émission Koh-Lanta en général. Pour la saison en cours, voir Koh-Lanta : La Revanche des 4 Terres.
 (mai 2022).
- Si vous ne connaissez pas le sujet, laissez ce bandeau (vous pouvez alors contacter les auteurs).
- Si vous supprimez le contenu mis en cause (vous pouvez préalablement contacter les auteurs),

argumentez précisément cette suppression dans la page de discussion
(un manque de référence n'est pas un argument ; une recherche réelle de référence doit avoir été effectuée, être formellement documentée).
Koh-Lanta — aussi appelée Les Aventuriers de Koh-Lanta lors de la première saison — est une émission de télévision française de téléréalité et d'aventure diffusée en France, sur TF1 depuis le 4 août 2001. 
Adaptée du jeu Survivor conçu en 1992 par Charlie Parson et diffusée pour la première fois en Suède en 1997, l'émission est produite par Adventure Line Productions (ALP) depuis 2001 sur TF1. Son nom est tiré du thaï « Koh Lanta » (lieu de tournage de la saison 1,) et sa présentation assurée par Denis Brogniart (sauf lors de la première saison par Hubert Auriol). 
Le concept de l'émission repose sur un groupe d'aventuriers livrés à eux-mêmes sur une île, avec pour but de se maintenir jusqu'au bout de la saison. Les candidats sont répartis en plusieurs équipes avant d'être réunifiés et s'affrontent au cours d'épreuves, de confort ou d'immunité puis doivent éviter de participer au Conseil, lieu où un ou plusieurs aventuriers sont progressivement éliminés. Le dernier survivant de l'aventure empoche les 100 000 € promis au vainqueur. Depuis sa création, la production alterne entre les éditions classiques (composées de Français anonymes) et spéciales (retour d'anciens candidats).
En plus de vingt ans, Koh-Lanta a connu un vrai succès d'audience devenant l'une des émissions préférées des Français,. Le caractère familial, pittoresque et l'identification du public aux candidats en font un programme culte de la télévision française comme en témoignent les nombreuses adaptations et parodies. 
Toutefois, l'histoire du programme est marquée par plusieurs arrêts de tournage notamment pour le décès d'un candidat lors de la saison 13 et d'une présomption d'agression sexuelle sur une des participantes lors de la saison 19. De plus, l'édition spéciale La Légende diffusée en 2021 pour le 20e anniversaire de l’émission est entachée par des scandales de tricheries et ne décerne aucun vainqueur.

## Origine du nom
À l'origine, l'émission doit s'intituler Opération Robinson ou L'aventure Robinson et les premiers castings sont réalisés sous cette appellation. Mais une marque est déjà déposée à ce nom. La production renomme donc l'émission Les aventuriers de Koh Lanta avec la perspective de futures saisons nommées « Les aventuriers de... » suivi du nom du lieu de tournage. Finalement, toute la communication de la première édition s'étant focalisée sur le nom « Koh Lanta », celui-ci est conservé de manière permanente malgré les différentes destinations géographiques.
En 2018, le nom « L'aventure Robinson » est finalement utilisé par la production pour une autre émission au concept voisin, présentée également par Denis Brogniart.

## Fiche technique
Sauf indication contraire ou complémentaire, les informations mentionnées dans cette section peuvent être confirmées par la base de données IMDb.

### Équipe technique
- Réalisation : François Robin, Julien Magne, Corinne Vaillant, Thomas Carre-Pierrat, Michel Hassan (Jeux-Conseil) et Francis Côté (Jeux-Conseil)
- Producteur : Denis Mermet, Alexia Laroche-Joubert, Julien Magne
- Producteur délégué : Pierre Godde et Matt Mather
- Producteur des jeux : Yann Le Gac (NYAC)
- Producteur adjoint des jeux Fred Jouanet
- Chef constructeur : Vincent Glatre, Thomas Cartier (constructeur)
- Direction artistique : Guillaume Béal
- Directeur de la photographie : Dominique Delapierre et Florian Sinopoli
- Montage : Pascal Mercier, Hamed Oukil, Frédéric Vincent, Michael Zakine, Valérie Jan, Véronique Demenge, Eric Liennard.
- Casting : Isabelle Gambotti
- Son : Clément Cartallas, Elias Ludovic, Christian Brigant, Fabrice Chantôme, Mathieu Déron, Vincent Merli, Christophe Leroy, Emmanuel David, Grégory Cauty, Jean-Pierre Fougères, Edouard Gilles, Laurent Schwartz, Pierre Elberg, Julien Goret, Olivia Lumbroso, Fabien Cailleau et Francis Dumas
- Musique : Philippe Pelet, Olivier Perrot-Poitou (Production Moneypenny, Éditions TF1/Une Musique/ALP Music)
- Société de production : Adventure Line Productions (ALP)
- Société de distribution : Groupe TF1

### Présentation
- Hubert Auriol (saison 1)
- Denis Brogniart[9] (depuis la saison 2)

Voix off : Denis Brogniart (depuis la saison 1)

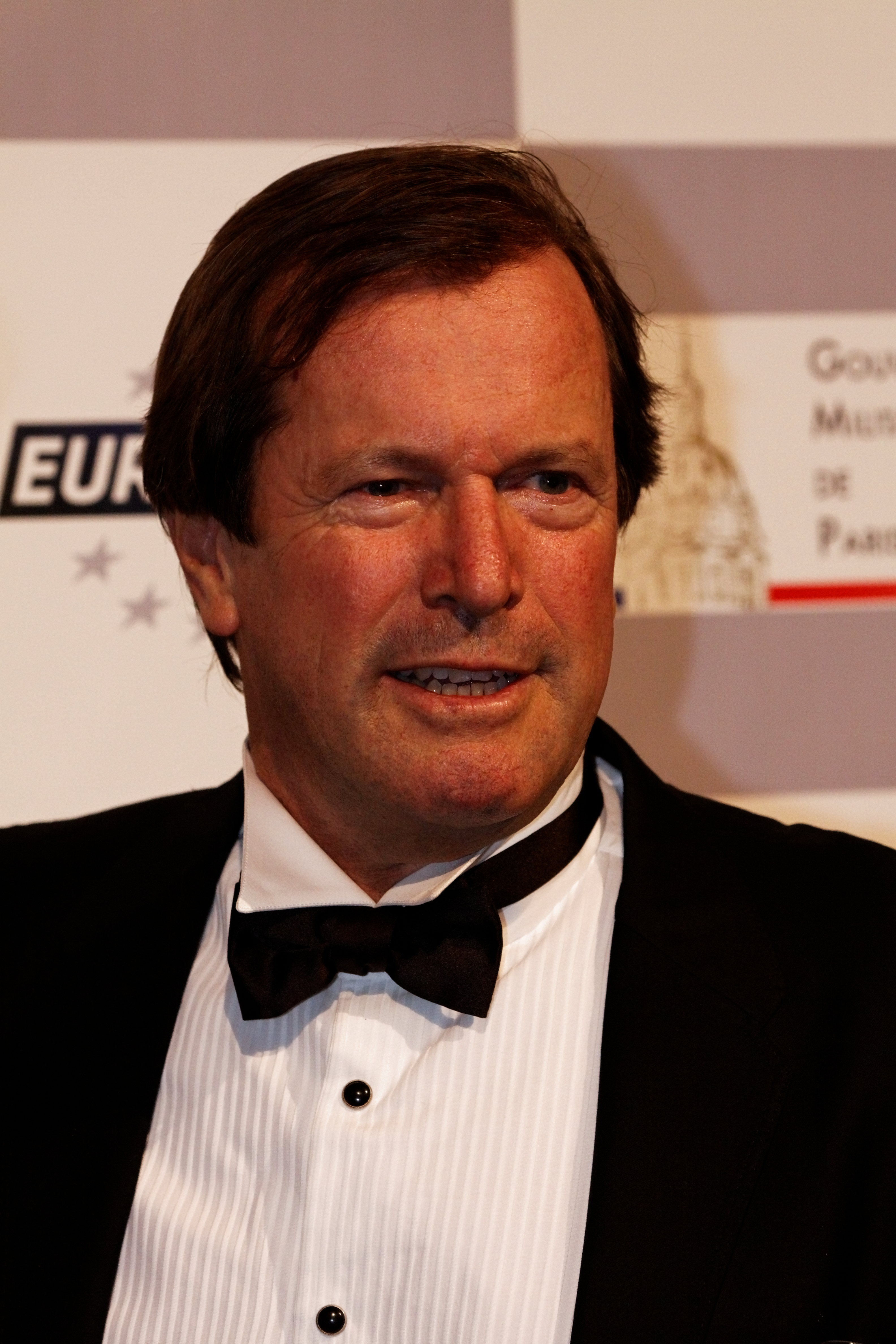
Hubert Auriol, présentateur de la saison 1.
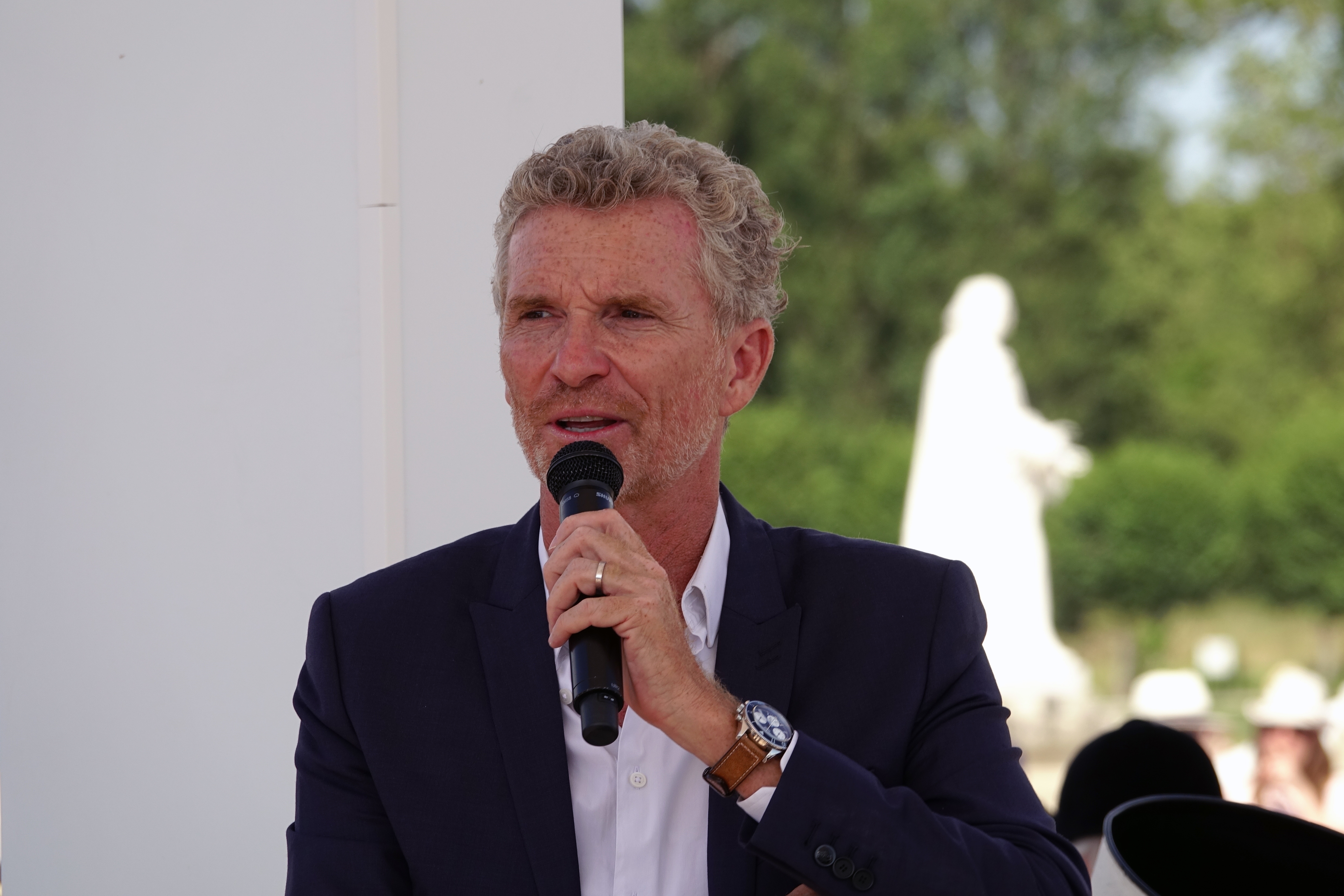
Denis Brogniart, présentateur depuis 2002.

## Concept

### Principe
Quatorze à vingt-quatre candidats doivent survivre sur une île inhabitée pendant environ 40 jours (20 à 36 jours dans les éditions spéciales, 35 jours pour la saison 22, 38 jours pour la saison 25, 39 jours pour les saisons 8, 9 , 20 et 23, 41 jours dans les saisons 11, 18 et 26, 42 jours dans les saisons 12 et 16 et 43 jours dans la saison 1). C'est à eux de trouver de la nourriture afin d'accompagner la maigre ration de riz qui leur est fournie en début d'aventure (sauf dans les saisons 11, 12, 15, 16, 18, 20 et 23 ainsi que les éditions spéciales La Revanche des héros, Le Combat des héros, L'Île des héros et la La Légende, où cette ration n'est pas donnée directement aux candidats). Ils doivent construire un abri afin de se protéger des conditions extérieures (intempéries, insectes, etc. Les intempéries survenues aux Philippines ont retardé le tournage de la huitième saison de trois semaines.) et entretenir le feu qu'ils sont parvenus à faire ou qu'ils ont remporté lors d'une épreuve de confort.
Chaque candidat possède un sac à dos contenant quelques vêtements. Tout produit lié à l'hygiène ou l'alimentation est interdit (sauf en cas de maladie).
Dans les quatre premières saisons, les candidats ont le droit d'emporter leurs bijoux (sauf les montres) et de prendre éventuellement avec eux un pareo. Dans la première saison, les candidats ont droit à plusieurs tenues de rechange.
Dans les cinq premières saisons, chaque candidat dispose également d'un maillot de la couleur de son équipe. Il peut s'agir d'une chemise, d'un T-shirt ou d'un débardeur.
Dans les deux premières saisons, chaque candidat emporte avec lui un objet personnel tel qu'un couteau suisse (William), un cerf volant (Harry), un carnet de croquis (Guénaëlle), des mots croisés (Amel), une guitare (David), des gants de boxe (Romain) ou un matelas pneumatique (Marie). Michèle choisit son jeu de tarot et s'en sert pour prédire les événements futurs du jeu et influencer d'autres candidats.

### Tribus
Depuis la saison 1 (sauf saisons 17, 20, 21, 23 et 27), les candidats sont répartis en deux équipes (tribus) de 8 à 10 : les rouges et les jaunes, portant généralement le nom de l'île où ils établissent leur campement. Pour les saisons spéciales, les candidats sont répartis en deux tribus de 6 à 9 sauf dans L'Île des héros où 14 nouveaux aventuriers sont répartis en deux tribus de 7 plus une troisième tribu composée de 5 anciens candidats qui commencent l'aventure à l'écart des nouveaux.
À leur arrivée, les candidats trouvent un puits d'eau potable, une réserve de 5 kg de riz (selon les saisons), une trousse de secours, une gamelle, une gourde et deux machettes. Un kit d'urgence scellé contenant un talkie-walkie et une balise de détresse n'est à ouvrir qu'en cas de nécessité. Dans la saison 1, les candidats bénéficient de dix boîtes de conserve, 2 litres d'huile, 1 kg de farine et du savon.
À partir de la saison 11, les candidats ne bénéficient plus du riz à leur arrivée. Ils doivent le gagner lors du 1er jeu de confort. Cette mesure est supprimée lors du retour de l'émission en 2014 et fait son retour à partir de la saison 15.
En octobre 2016, TF1 annonce un changement pour la saison 17 (diffusée au printemps 2017), une troisième équipe est intégrée : les rouges, les jaunes et les bleus. Ce concept est réitéré lors de la saison 20 en gardant les mêmes couleurs puis lors de la saison 23, cette fois-ci en abandonnant le rouge et le jaune en faveur du violet et du vert, apparus dans la saison 21.
Durant L'Île des héros, une nouvelle tribu fit son apparition aux côtés des rouges et des jaunes, les noirs, une tribu temporaire et exclusivement constituée d'anciens candidats « mythiques ».
Lors de la saison 21 diffusée à l'automne 2020, une quatrième tribu fait son apparition et trois nouvelles couleurs interviennent; les tribus violette, orange et verte en plus de la tribu bleue.

#### Composition des tribus
Les tribus sont composées différemment selon les saisons :
- par la production (saisons 1, 2, 11, 17, 25, La Revanche des héros, Le Combat des héros et L'Île des héros) ;
- par les doyens qui choisissent leurs coéquipiers (saison 3) ;
- par les plus jeunes qui choisissent leurs coéquipiers (saison 15) ;
- en séparant hommes et femmes (saisons 4, 10 et La Légende) ;
- en fonction de l'âge des participants (saisons 5, 6 et 18) ;
- à partir d'une épreuve où les gagnants choisissent leurs futurs coéquipiers (saisons 7, 8, 12, 14, 20, 21, 22, 23 et 24) ;
- par tirage au sort (Le Retour des héros) ;
- par le candidat le plus jeune et le plus âgé ; l'un compose les équipes et l'autre choisit laquelle ils vont intégrer (saison 9) ;
- à partir d'une épreuve où le gagnant fait les équipes et où une personne de son choix choisit dans quelle équipe il va être (saison 16) ;
- par leur statut de célébrité ou non (Le Choc des héros) ;
- par des candidats emblématiques (La Nouvelle Édition et saison 26) ;
- par leur région d’origine : sud, nord, est ou ouest (saison 21, 27)[13] ;
- par les gagnants de la dernière épreuve d’immunité choisissant un coéquipier qui choisit un autre coéquipier (La Légende) ;
- par deux anciens candidats qui sont les capitaines et composent leur équipe (saison 26).

Au cours du jeu, les équipes peuvent aussi être amenées à être modifiées lors d'une éventuelle épreuve spéciale, ou lors de l'abandon d'un des candidats: le dernier éliminé revenant en remplacement lors d'un abandon. (sauf dans les saisons 11 à 23 où il n'y a plus de remplacement si l'abandon est volontaire).

### Réunification
À la moitié de l'aventure (en général après une vingtaine de jours), les deux, trois ou quatre tribus sont fusionnées : c'est la réunification. Avant celle-ci, un « ambassadeur » est choisi dans chaque équipe. Ces derniers ont un rôle crucial, puisqu'ils peuvent décider de l'élimination d'un aventurier. Si les ambassadeurs ne parviennent pas à trouver un accord, un tirage au sort élimine sur-le-champ l'un d'entre eux. Un candidat éliminé par les ambassadeurs ne peut pas se protéger en utilisant un collier d'immunité, s'il en dispose (il lui est d'ailleurs demandé s'il souhaite donner le collier à un autre candidat mais peut également refuser de le faire). Cependant, il reste soumis aux dispositions applicables en cas d'abandon d'un candidat sur raison médicale à savoir le dernier éliminé à réintégrer l'aventure.
Le système des ambassadeurs a connu des variations et des évolutions au fil des saisons.

### Épreuves

#### Généralités
Deux types d'épreuves sont organisées tout au long du jeu : une épreuve de confort et une d'immunité. Les épreuves peuvent être sportives, de natation, d'équilibre, de travail d'équipe, de dextérité, ou encore de volonté.
- L'épreuve de confort permet d'améliorer le quotidien de l'équipe qui gagne par une récompense.
- L'épreuve d'immunité permet de préserver l'équipe gagnante d'une élimination lors du conseil. Les gagnants de cette épreuve reçoivent un totem, représenté dans le logo de l'émission.

Durant la première phase du jeu, pour que les équipes soient équitables, l'équipe en supériorité numérique doit subir un tirage au sort désignant les candidats qui ne participent pas à l'épreuve. La plupart du temps, le tirage est effectué de telle sorte qu'il y ait le même nombre de femmes et d'hommes de chaque côté.
Après la réunification, les épreuves deviennent individuelles : le gagnant d'une épreuve d'immunité ne pourra pas être éliminé contrairement aux autres et le gagnant de l'épreuve de confort obtient quelque chose lui permettant d'améliorer ses propres conditions de vie (voyage hors du camp, hygiène…). Les deux dernières épreuves individuelles avant la finale sont très importantes : l'épreuve de confort offre une récompense hors norme au gagnant (en général, partager une journée loin du camp avec un de ses proches), tandis que la dernière épreuve d'immunité assure une place en finale au gagnant.
Beaucoup d'épreuves sont récurrentes, comme la dégustation d'insectes, vers ou autres arachnides, la boue, le parcours du combattant, la régate en radeau, le grappin, l'épreuve des paresseux, l'épreuve dite « des sacs », l'épreuve d'équilibre sur bambous flottants ou encore la pierre au fond de l'eau.
Il peut arriver que dans les épreuves de confort individuelles, il y ait une femme et un homme qui gagnent (lorsqu'une épreuve est susceptible d'avantager l'un des deux sexes), ou alors que le vainqueur puisse choisir un équipier pour profiter de la récompense avec lui.

#### Épreuve éliminatoire
Dans certaines saisons des épreuves de mort subite sont utilisées. Dans ces épreuves, l'aventurier qui perd est directement éliminé et ne bénéficie ni de la possibilité d'utiliser un collier d'immunité ni de remplir le bulletin du vote noir.
- Les premières épreuves de ce type sont apparues dans Le Retour des héros et la saison 9 : lors de ces deux saisons, une épreuve est disputée dès le premier jour et a abouti à l'élimination directe du dernier homme et de la dernière femme. Cependant, dans Le Retour des héros, les deux aventuriers éliminés lors de cette épreuve ont eu une chance de revenir en jeu : la tribu gagnante de la première épreuve de confort a pu choisir l'un d'entre eux pour intégrer leur équipe.
- Lors de La Revanche des héros, plusieurs épreuves de mort subite ont eu lieu. La première est disputée par toute l'équipe rouge le deuxième jour et élimine Fabienne. La seconde oppose Patricia et Teheiura à la suite de la décision des ambassadeurs le dixième jour et provoque l'élimination de Patricia. La troisième est disputée le vingtième jour et oppose les sept candidats encore en lice. Il s'agit en fait de la dernière épreuve d'immunité : Bertrand remporte l'épreuve et est donc qualifié d'office pour la finale, tandis que Moussa, arrivé dernier, est éliminé.
- Dans La Nouvelle Édition, l'épreuve d'immunité du dix-huitième jour est éliminatoire pour le dernier. Philippe remporte l'immunité et sauve sa place tandis que Martin, arrivé dernier, est éliminé. Cependant, au début de l'épisode suivant, un duel a opposé le candidat éliminé lors de cette épreuve à celui éliminé au conseil qui a suivi (Teheiura) et le gagnant, en l'occurrence Martin, a pu réintégrer l'aventure.
- Lors de la saison 16, une épreuve de mort subite a eu lieu lors du 32e jour de l'aventure et élimine Julie.
- Dans la saison 17, une épreuve éliminatoire est disputée par l'équipe rouge lors du vingtième jour à la suite de leur défaite à l'épreuve de confort du 7e épisode et élimine Maria.
- Dans la saison 18, pour la recomposition des équipes, une épreuve éliminatoire est disputée lors du 10e jour par les 5 premiers candidats ayant eu la chance de se rendre sur le paradis perdu et élimine Théotime.
- Dans Le Combat des héros, l'épreuve d'immunité du vingtième jour est éliminatoire pour le dernier. Le premier à la remporter, Yassin, gagne l’immunité et le dernier, Dylan, est éliminé de la compétition.
- Lors de la saison 20, une épreuve de mort subite a eu lieu lors du 33e jour de l'aventure et élimine Nicolas.
- Lors de L'Île des héros, les cinq héros disputent, après être arrivé sur une île à part de l'aventure, une première épreuve individuelle, où les 2 premiers (Teheiura, vainqueur de l'épreuve et Moussa, arrivé 2e, dont l'issue du duel est révélée lors du 2e épisode) rejoignent l'une des deux équipes déjà constituées des nouveaux candidats lors de la deuxième épreuve de confort, à la surprise générale de ces derniers, qui découvrent également Claude, Jessica et Sara, qui eux, ont perdu et doivent alors retourner sur l'île des héros pour disputer ce second défi, éliminatoire pour le dernier d'entre eux. Quelques jours plus tard, a lieu le duel fatidique, avec comme spectateurs les équipes rouge et jaune. Claude remporte aisément la victoire et poursuit l'aventure, tout comme Sara, arrivée 2e. Jessica, arrivée dernière, est donc définitivement éliminée. Elle finira toutefois par réintégrer l'aventure juste avant l'épreuve d'immunité du même épisode en remplacement de Marie, évacuée en raison d'un état de santé trop faible.
- Toujours dans L'Île des héros, la dernière épreuve d'immunité, le 29e jour, est éliminatoire pour celui ou celle qui arrive en dernière position. Éric qui est le dernier, est donc éliminé.
- Dans la saison 21, au 25e jour, l'épreuve d’immunité est éliminatoire et élimine Bertrand-Kamal, puis 10 jours plus tard au 35e jour, une nouvelle immunité éliminatoire a lieu et élimine cette fois Fabrice.
- Dans la saison 22, au 20e jour, le gagnant de l’épreuve d’immunité (Jonathan) désigne un joueur (Thomas) qui affronte dans un duel éliminatoire le perdant de l’épreuve d’immunité (Mathieu) et ce duel élimine Mathieu, puis au 33e jour, une nouvelle immunité éliminatoire a lieu et élimine cette fois Flavio.
- Dans La Légende, au 22e jour, l'épreuve d’immunité est éliminatoire et élimine Alexandra, puis au 28e jour, une épreuve de confort éliminatoire a lieu et élimine cette fois Loïc. Et enfin, au 32e jour, une nouvelle épreuve d’immunité éliminatoire élimine à son tour Sam.
- Dans la saison 23, au 25e jour, l'épreuve d'immunité est éliminatoire et élimine Pauline. Au 33e jour, les vainqueurs de l'épreuve de confort (Ambre et Bastien) doivent désigner deux aventuriers pour rejoindre Olga, perdante de l'épreuve, qui vont s'affronter dans une nouvelle épreuve éliminatoire. Ils choisissent Fouzi et Jean-Charles. À l'issue de l'épreuve, Fouzi est éliminé.
- Dans la saison 24, au 10e jour, l'épreuve de confort est éliminatoire et élimine Élodie.
- Dans la saison 25, au 7e jour, un duel opposant Amri et Nathalie, les deux derniers de l'équipe perdante du jeu de confort, élimine Nathalie, puis au 26e jour, l'épreuve d'immunité est éliminatoire et élimine Océane.
- Dans la saison 26, au 22e jour, l'épreuve de confort est éliminatoire et élimine Maud puis au 39e jour, l'épreuve d'immunité est éliminatoire et élimine Sophia.

Depuis la saison 16, cela se produit chaque saison.

#### Épisode des binômes (destins liés) (depuis 2012)
Lors de la saison 12, une nouveauté est instaurée : la règle des binômes.
Lorsque huit, dix ou douze aventuriers sont encore en jeu, ils sont répartis respectivement en quatre, cinq ou six binômes. Le destin de chaque candidat est alors lié à son binôme : deux candidats profitent du gain de l'épreuve de confort, l'épreuve d'immunité est disputée par deux, si un candidat brandit un collier d'immunité son binôme est également immunisé et le candidat éliminé lors du conseil provoque également l'élimination de son binôme.
Les duos sont déterminés par tirage au sort, effectué de façon à respecter autant que possible la parité des binômes (sauf lors de la saison 12, de la saison 18 et dans le Combat des Héros où le tirage au sort est intégral).
Note : l'épisode des binômes (destins liés) n'est pas appliqué dans la Nouvelle Édition et dans la saison 16.

#### Épreuve individuelle avant la réunification
Ce cas de figure exceptionnel s'est produit une fois lors du 4e épisode du Combat des héros : il s'agit de l'épreuve emblématique du paresseux. Les deux derniers candidats encore suspendus, Dylan et Yassin, sont devenus les nouveaux capitaines d'équipe des tribus jaune et rouge tandis que Javier, tombé le premier, écope d'un vote supplémentaire pour son prochain conseil.

Ce cas de figure s'est reproduit lors de la 21e saison, lors du 5e épisode. Les aventuriers encore en lice s'affrontent sur l'épreuve du koala dorsal. Les deux derniers candidats à rester (Alix et Bertrand-Kamal) deviennent capitaines des nouvelles équipes.
Il s'est également reproduit dans la saison 23, lors du 3ème épisode. Les aventuriers ont disputé une épreuve inédite et les 2 gagnantes (Louana et Anne-Sophie) deviennent les capitaines des 2 nouvelles équipes.
Lors de la saison 24, deux épreuves individuelles ont lieu avant la réunification. Lors du quatrième épisode, l'épreuve de confort est remplacée par une épreuve individuelle. Le gagnant, Gilles, a alors récupéré le talisman du feu sacré et bénéficié d'un rôle clé dans la recomposition des équipes. Il a en effet désigné le candidat, à savoir Rudy, allant composer les deux nouvelles équipes, puis a choisi quelle équipe il souhaite rejoindre, Rudy faisant alors partie de l'autre équipe. Par ailleurs, Élodie a terminé dernière de l'épreuve et a donc été éliminée.

 Lors du sixième épisode, les membres de l'équipe jaune ayant remporté l'épreuve de confort, disputent une épreuve individuelle pour déterminer la personne allant détenir le talisman du feu sacré. Encore une fois Gilles, s'impose dans cette sélection.

#### Épreuve d'immunité individuelle après épreuve d'immunité par équipe
Dans la seizième saison, au 6e épisode, le lendemain de la défaite des rouges à l'épreuve d'immunité, une épreuve d'immunité individuelle est organisée entre les seuls membres de la tribu rouge afin que l'un d'entre eux puisse acquérir une immunité individuelle. Ceci se reproduit lors de la saison 18, au 6e épisode le lendemain de la défaite des jaunes.

#### Épreuve en équipe après la réunification
Ce cas de figure s'est produit neuf fois : au 9e épisode de la saison 9 et de la saison 16, au 10e épisode de la saison 18, au 7e du Combat des héros, au 10e épisode de la saison 20, au 11e épisode de L'Île des héros, au 12e épisode de la saison 21, au 8e épisode de la saison 22, au 13e épisode de La Légende, 11e épisode de la saison 23, au 13e épisode de la saison 25 et au 13e épisode de la saison 26. L'épreuve de confort s'est disputée en équipes. Les deux capitaines sont tirés au sort et ont pu former leur équipe comme ils le souhaitaient. L'équipe gagnante (dans son ensemble) a donc pu profiter de la récompense. Le jeu individuel a repris à l'épreuve d'immunité.

Depuis la saison 18, cela se produit dans chaque saison.

#### Épreuve de dissolution
Lors de la saison 17, dans l'épisode 4, l'épreuve de confort est une épreuve de dissolution servant à dissoudre une équipe dont les candidats sont répartis dans les deux autres équipes en respectant la parité. Les équipes non dissoutes repartent avec 2 kg de riz chacune. À la fin de l'épreuve, elles choisissent chacune un émissaire partant sur le camp de la tribu perdante et désignent ceux qui intégrent leur équipe respective.

### Le conseil

#### Principe et déroulement
Tous les deux ou trois jours en moyenne, un candidat de l'équipe perdante à l'épreuve d'immunité est éliminé au cours d'un conseil réunissant tous les membres de la tribu qui votent contre celui qu'ils désirent voir quitter le camp. Si le conseil se déroule traditionnellement le soir ou le lendemain de l'épreuve d'immunité, il se peut qu'il se déroule immédiatement après l'épreuve.
Après la réunification, tous les candidats participent au conseil et seul le gagnant de l'épreuve d'immunité ne peut pas être éliminé. Néanmoins, après la réunification, un candidat peut, pour une quelconque raison, refuser l'immunité qu'il a acquise durant l'épreuve.
Contrairement aux autres émissions de survie des pays étrangers, le conseil ressemble à un talk-show. Denis Brogniart et les candidats se retrouvent et s'expriment, parlent des raisons de la défaite, de la vie sur le camp et des problèmes éventuels, avant de voter. Le vote s'exécute à bulletin secret. Chaque candidat vote contre l'un des membres de son équipe (ou contre quelqu'un d'autre après la réunification) puis dépose son bulletin dans une urne prévue à cet effet après avoir argumenté son choix. A lieu alors le dépouillement par le présentateur, qui annonce ensuite au candidat éliminé : « Les aventuriers de la tribu rouge / jaune / bleue (saison 17, 20, 23) / violette (saison 23) / verte (saison 23) / réunifiée ont décidé de vous éliminer et leur sentence est irrévocable » (sauf si tirage au sort après 2 égalités de vote où il dit : « Après 2 scrutins, vous êtes éliminé de Koh-Lanta par tirage au sort ») et éteint la torche du candidat.
À noter que la phrase prononcée par le présentateur a changé au fil des saisons :
- Lors de la première saison le présentateur (Hubert Auriol) déclare : « L'équipe a voté, il en est ainsi, tu dois quitter l'île ».
- Lors des saisons 2 à 4, Denis Brogniart déclare « Ils ont décidé de vous éliminer, leur décision est sans appel ».
- Depuis la saison 5, Denis Brogniart déclare « Les aventuriers de la tribu rouge (ou nom de la tribu rouge dans les premières saisons) / jaune (ou nom de la tribu jaune dans les premières saisons)/ bleue (saisons 17, 20 et 23) / violette (saison 23) / verte (saison 23) / réunifiée ont décidé de vous éliminer et leur sentence est irrévocable ».
- Dans la saison 21 et dans la saison 27, Denis dit : « les aventuriers de la tribu du Nord / du Sud / de l'Est / de l'Ouest ont décidé de vous éliminer et leur sentence est irrévocable ».
- Dans La Légende, Denis dit : « les aventuriers de la tribu des hommes / des femmes ont décidé de vous éliminer et leur sentence est irrévocable ».

Il éteint alors la torche du candidat. Enfin, le candidat peut dire quelques mots à ses compagnons avant de quitter l'aventure. Le sort du candidat dépend de la phase durant laquelle il est éliminé :
- Avant la réunification, le candidat reste plusieurs jours sur place dans une résidence isolée, pour pouvoir revenir en cas d'abandon d'un autre concurrent, puis rentre en France. Dans le Combat des héros et la Légende, le candidat éliminé part sur une île ; chaque candidat sortant du conseil devra affronter un ancien candidat, précédemment éliminé, sur une épreuve dans l'arène de l'exil (Le Combat des héros) ou l’arène des bannis (La Légende). Les gagnants de cette épreuve restent sur l'île. Les autres sont définitivement éliminés.
- Après la réunification, il séjourne dans la résidence du jury final jusqu'au dernier jour de l'aventure. Dans la Légende, le candidat éliminé part sur une île ; chaque candidat sortant du conseil devra affronter un ancien candidat, précédemment éliminé, sur une épreuve dans l'arène des bannis. Le gagnant de cette épreuve reste sur l'île. Les autres sont définitivement éliminés.

Si un candidat abandonne, le candidat éliminé au dernier conseil réintègre le jeu (ou dans certains cas, un nouveau candidat intègre le jeu s'il n'y a pas d'éliminé encore disponible). Lors de la finale de la saison 9, Denis Brogniart annonce que Myriam, candidate de la saison 9 ayant dû abandonner dès le premier jour à cause d'une fracture est directement sélectionnée pour participer à la saison 10. Mais Myriam s'étant battue contre un cancer du sein pendant six mois, elle n'a pas pu participer à cette saison, car elle n'a pas les capacités physiques pour participer à l'aventure selon ses médecins.
À noter que depuis la saison 11, (sauf pour la saison Le feu sacré), cette règle est modifiée : seuls les abandons sur raison médicale sont remplacés par le candidat dernièrement éliminé
Dans Le Combat des Héros, il n'y a pas de remplacement même sur un abandon médical.

#### Immunité exceptionnelle
Il peut arriver que, pour une raison médicale, un candidat ne puisse pas participer à une épreuve d'immunité individuelle : il reçoit alors une immunité à titre exceptionnel. Cette règle ne s'applique généralement pas lors de la phase par équipes, seule Kaouther dans la saison 9 en a profité (elle a finalement abandonné lors du conseil). Il arrive aussi qu'en raison d'un abandon, un candidat précédemment éliminé réintègre le jeu après l'épreuve d'immunité : dans ce cas, il obtient également une immunité au conseil (règle s'appliquant pendant tout le jeu). Néanmoins, lorsque des candidats ne peuvent participer à l'épreuve d'immunité par équipes à cause d'une supériorité numérique, ils ne sont pas immunisés.
Il est également arrivé qu'un candidat évacué de l'île pour raisons médicales mais toujours en jeu, ne puisse pas assister au conseil. Lors des premières saisons, lorsque ce cas de figure se produisait, le candidat peut tout de même voter et son bulletin est ajouté dans l'urne au moment du dépouillement. Il ne bénéficie pas de mesure particulière : il est ainsi possible qu'un candidat absent soit éliminé (bien que ce cas de figure ne se soit jamais produit). Un autre cas particulier s'est produit lors de la saison 4 : au début du premier conseil, Jean-Bernard s'est vu signifier son bannissement pour 48 heures en raison d'un comportement inapproprié et n'a donc pas pu voter, tout en restant vulnérable à l'élimination.
Depuis Le Choc des héros, lorsqu'un candidat reçoit une immunité à titre exceptionnel, il ne peut pas voter lors du conseil. De plus, lorsqu'un candidat est absent au conseil, il ne peut désormais plus voter et bénéficie d'une immunité.

#### Immunités spéciales et vote noir
Dès la onzième saison, deux nouveautés font leur apparition : le collier d'immunité et le vote noir.
- Le collier d'immunité, qui est caché sur les campements (ou sur une île spéciale dans la saison 15), permet à son porteur d'être immunisé lors d'un conseil, mais seulement s'il décide de l'utiliser : dans ce cas, après que les votes sont effectués, mais avant le dépouillement, il doit signaler à Denis Brogniart qu'il dispose d'un collier d'immunité et le lui remettre. Tous les votes contre lui sont alors annulés. Sa détention peut être tenue secrète, mais il ne peut pas être donné à quelqu'un d'autre. Cependant, il est permis de l'utiliser pour également immuniser son binôme durant l'épisode des destins liés. Cette règle est modifiée à partir de la saison 16, il est désormais possible d'utiliser le collier d'immunité pour protéger un autre candidat. Et dès la saison 17, le collier devient cessible et peut être donné à un autre aventurier. Lors de la saison 18, en plus des colliers d'immunité ordinaires, les demi-colliers d'immunité font leur apparition, il faut rassembler les deux moitiés pour pouvoir l'utiliser. Certains colliers d'immunité ont une utilisation limitée dans le temps depuis L'Île des héros ou encore comme le collier instantané dans la saison 22.
- Le vote noir, quant à lui, est un vote supplémentaire de la personne qui vient d'être éliminée contre un membre de sa tribu : il compte alors pour le conseil suivant de la personne concernée par le vote noir. À partir de la saison 17, le mécanisme change : il est appliqué seulement après la réunification et permet au candidat éliminé de désigner une personne qui vote deux fois au prochain conseil.

La seizième saison a disposé d'une immunité très spéciale : l'anneau d'or, caché sur une île au trésor. Si un candidat le trouve après un parcours en 10 étapes, alors il est automatiquement qualifié pour la finale et de fait l'immunisant pour tous les conseils restants. Cependant, il continue à participer aux jeux de confort et d'immunité comme n'importe quel autre candidat (hors épreuves éliminatoires) et ne doit pas abandonner afin de participer à la finale. L'anneau d'or peut être utilisé comme un collier d'immunité, en révélant sa détention lors du conseil après les votes, mais avant le dépouillement.
Lors de certaines épreuves individuelles, celui qui perd repart avec un vote contre lui lors de son prochain conseil. Depuis la saison 16, cela se produit dans chaque saison.
Lors de la saison 22, de nouvelles « armes » offrant de nouveaux avantages font leur apparition (comme le détournement de vote, le quitte-ou-double, le talisman ou bien le bracelet noir) et peuvent être utilisées tout au long de la saison.

#### Égalité au conseil
Il n'y a eu que vingt-trois égalités lors de conseils (hormis les finales) : dans le douzième épisode de la saison 7, dans le premier et le septième épisode de la saison 9, dans le treizième épisode de la saison 14, au cinquième épisode de la saison 15, dans le douzième épisode de la saison 16, dans le septième, le huitième et le treizième épisode de la saison 18, au sixième épisode du Combat des héros, au treizième épisode de la saison 20, dans le cinquième et le dixième épisode de L'Île des Héros, dans le cinquième épisode de la Légende, dans le quatrième et le septième épisode de la saison 23, dans le treizième épisode de la saison 25 ainsi que dans le troisième, le quatrième, le huitième et le treizième épisode de la saison 26 et enfin dans le sixième et le neuvième épisode de la saison 27. Si ce cas de figure se présente, tout le monde doit revoter, uniquement contre les personnes à égalité. Les votes noirs éventuels ne sont pas pris en compte lors du deuxième vote. Si, après ce nouveau vote, il y a toujours égalité, un tirage au sort entre les candidats ex æquo décide de la personne éliminée. Ce cas s'est produit huit fois : au premier et septième épisode de la saison 9, au septième épisode de la saison 18, au treizième épisode de la saison 20, au quatrième et au septième épisode de la saison 23 au huitième épisode de la saison 26 et au neuvième épisode de la saison 27.

### Îles spéciales (depuis la saison 12)
Depuis la douzième saison, une troisième île (en plus de celle des équipes rouge et jaune) fait son apparition, elle prend différentes formes et a différentes fonctions selon les saisons :
- Dans la saison 12, c’est l'île des bannis ou les quatre aventuriers non choisis par les capitaines d’équipes ont commencé le jeu sans équipe.
- Dans la saison 14, c’est l'île des bannis ou quatre aventuriers passent quelques jours avant de réintégrer le jeu et disputer une épreuve en binôme pour désigner les capitaines des nouvelles équipes.
- Dans la saison 15, elle prend la forme de l'Île aux colliers où les aventuriers peuvent récupérer des colliers d'immunités ;
- Dans la saison 16, c'est l'île au trésor avec l'anneau d'or, offrant une place en finale à l'aventurier qui le découvre ;
- Dans les saisons 17 et 20, c'est le camp de l'équipe bleue, car les candidats sont répartis à l'origine dans ces saisons dans trois équipes.
- La saison 18 verra quant à elle le Paradis perdu qui offrait, en plus de colliers d'immunités, divers nouveaux avantages comme des doubles votes ou des amulettes d'immunités
- Dans la Combat des héros, l'île de l'exil permet aux aventuriers éliminés d'avoir une chance de continuer l'aventure grâce à des duels qui permettront au dernier aventurier restant sur l'île de revenir dans le jeu à la réunification.
- Dans l'Île des héros, l'île des héros accueille dans les premiers jours de l'aventure cinq anciens candidats (« les héros »), qui rejoignent ensuite les autres candidats.
- Dans les saisons 21 et 27, 5 îles sont utilisées : les îles des 4 tribus (bleue, orange, violette et verte). La cinquième île est l'îlot de l'exil, où l'équipe qui termine dernière au jeu de confort doit se rendre sur ce petit bout de terre où il n'y a pas à manger, ni à boire, des courants d'air toute la nuit...
- Dans la Légende, l'île des bannis permet aux aventuriers éliminés d'avoir une chance de continuer l'aventure grâce à des duels qui permettront aux deux derniers aventuriers restants sur l'île de revenir dans le jeu à la réunification. Les aventuriers éliminés après la réunification bénéficient également de cette seconde chance dans l'espoir de voir revenir le dernier aventurier restant à l'épreuve de l'orientation.
- Dans la saison 23, 3 îles sont utilisées : les îles des 3 tribus (bleue, violette et verte).
- Dans la saison 26, c’est l'île maudite où les quatre aventuriers qui ont perdu la 1re épreuve sont envoyés. Ils forment la tribu maudite. Ils pourront s'échapper en faisant un duel avec un aventurier de l'équipe perdante du jeu de confort.

### La finale
Lorsqu'il ne reste plus que quatre aventuriers en lice (ou cinq selon certaines saisons), c'est la finale. Elle est composée de deux épreuves éliminatoires (l'épreuve d'orientation puis l'épreuve des poteaux), puis d'un vote final dont le dépouillement se déroule en direct à Paris.

#### Course d'orientation
Depuis la saison 3, la première épreuve est une épreuve d'orientation où il faut retrouver un objet (coquillage, masque, pagaie, bouclier, statuette ou poignard…) dissimulé dans un lieu précis, souvent au cœur de la jungle ou dans des endroits inattendus. Depuis la saison 5, cela se fait à l'aide d'une boussole et d'une carte et les candidats doivent d'abord retrouver une balise, qui se trouve près d'un repère donné (arbre, rocher, mare…). La balise est le plus souvent dans un rayon de 20 pas autour du repère. Cette balise indique une couleur et un nombre. La couleur correspond à une direction (ouest, nord-est…) et le nombre correspond au nombre de pas qu'il faut faire dans cette direction. Le tableau de correspondances entre les couleurs et les directions est situé au point de départ de la course. Le candidat n'ayant pas mémorisé ce code couleur avant le départ devra retourner devant le tableau.
En ayant la direction et le nombre de pas, les candidats disposent de toutes les indications leur permettant de retrouver un objet, lui aussi dissimulé. Le dernier qui ramène son objet est éliminé. Dans les premières saisons, chaque concurrent a un objet différent à trouver, mais depuis la saison 9, il n'y a que trois objets correspondants aux trois places disponibles.
Il peut arriver aussi qu'une personne trouve directement l'objet sans avoir eu à utiliser la balise (comme Christina lors de la saison 9, Gabriel lors de la Saison 15, Magalie dans la saison 18, celle-ci ayant perdu sa boussole, Inès sur l’Île des héros ou encore Maxine dans la saison 22), ou trouve la balise sans avoir préalablement localisé le point de repère (comme Jesta lors de la saison 16 ou Naoil sur L'Île des héros).
Cette épreuve a connu diverses variations :
- Lors des deux premières saisons, la première épreuve éliminatoire est différente : un questionnaire sur les différents évènements ayant marqué la saison (nom des ambassadeurs, ordre d'élimination des candidats…). Celui des quatre candidats qui capitalise le moins de points au terme de cette épreuve est immédiatement éliminé.
- Lors de la saison 3, les candidats ont dû aller chercher chacun une bouteille dans la mer contenant un symbole dessiné sur papier (rond, carré, croix, triangle) puis aller chercher un pilier surplombé de leur symbole, creuser à son pied et déterrer une malle. Cette malle contient un message qui indique dès lors aux candidats, 3 pagaies dissimulées dans la jungle.
- La saison 4 est la seule où cette épreuve n'est pas directement éliminatoire : Romuald, ayant perdu l'épreuve, n'est sanctionné que d'un bulletin supplémentaire contre lui lors du conseil qui a suivi. Ses partenaires l'ont quand même sorti à l'unanimité.

Le record de l'épreuve est détenu par Francis qui, lors de la saison 5, a mis moins de 20 minutes pour trouver son objet. Claude est également à ce jour le seul candidat de l'histoire de Koh-Lanta à avoir gagné deux fois cette épreuve (saison 10 et L'Île des héros).
- Depuis L'Île des héros, une nouvelle règle concernant l'épreuve d'orientation est mise en place. En effet, si auparavant les informations concernant la couleur et la direction que l'aventurier doit prendre sont accessibles dès le début de l'épreuve — laissant la possibilité à certains d'apprendre les correspondances par cœur et ainsi gagner du temps — désormais, elles sont masquées et Denis Brogniart ne révèle les informations aux candidats que durant quelques secondes, suivant la couleur découverte, les obligeant ainsi à retourner à la table d'orientation[15].

#### Épreuve des poteaux
Lors de la première saison, l'épreuve finale consiste à poser sa main sur un totem géant en forme de colonne et de ne surtout pas l'en décoller. Patricia abandonna ce défi au bout de 7 heures et demie environ. Le jeu durant longtemps, la règle changea légèrement, la main des candidats ne doit plus bouger du tout au bout de huit heures. Cette épreuve a duré 9 heures et demie et est remportée par Gilles, qui a choisi Guénaëlle pour l'accompagner en finale. Vu la durée de cette épreuve, elle n'a pas été reconduite.
Yann Le Gac, créateur de jeux chez Adventure Line Productions, a l'idée d'introduire cette épreuve des poteaux (qui n'existe dans aucune version étrangère) lors de la 2e saison en observant des pélicans perchés : les 3 candidats restants doivent tenir en équilibre le plus longtemps possible sur un poteau ancré dans le sable, soit sur la plage, soit dans l'eau. De la saison 2 à la saison 6, l'épreuve se déroule avec des chaussures mais depuis la saison 7, les candidats doivent être pieds nus. L'épreuve se déroule de nouveau avec des chaussures lors de La Nouvelle Edition et du Combat Des Héros. Le but de l'épreuve est d'être le dernier debout sur son poteau, afin de faire face au jury final, mais aussi de choisir l'aventurier qui l'accompagne devant ce jury.
L'épreuve peut durer de quelques minutes à plusieurs heures, le record étant de 5 heures et 16 minutes, détenu par Amel (et Nicolas qui a chuté le second) dans la saison 2. La seconde place est détenue par Jade et Maryline dans la saison 7 qui ont tenu 4 heures 40 minutes et ont dû pour la première fois être départagées en se tenant sur un seul pied. Jade l'emporta car Maryline s'est rappuyée sur sa perche, ce qui entraîna sa disqualification de l'épreuve. (Jade gagne une nouvelle fois l'épreuve dans Le Retour des héros, mais cela ne dura que deux heures et demie). Jade et Pascal sont à ce jour les seuls candidats de l'histoire de Koh-Lanta à avoir gagné deux fois cette épreuve.
Depuis la saison 3, le poteau dispose à son extrémité d'une petite plate-forme (de plus petite taille pour les femmes) divisée en plusieurs parties. Au début de l'épreuve, la plate-forme permet de bien positionner ses pieds. Mais ensuite, une partie de la plate-forme est retirée, puis une autre, les candidats ne se trouvant plus à la fin que sur le poteau même. Jusqu'en 2007, des personnes enlèvent des barreaux horizontaux plantés dans le poteau et depuis la saison 8, les candidats eux-mêmes doivent enclencher un mécanisme en tirant sur des cordelettes pour réduire les clavettes de la surface de la plate-forme. Si malgré tout, après que le poteau soit totalement dépouillé, l'épreuve se poursuit, Denis Brogniart obligeant les candidats restants (ou alors, comme dans la saison spéciale du Choc des héros, à la demande des candidats) à se tenir sur un seul pied.
L'épreuve des poteaux n'a connu que peu de variations depuis la saison 8, où lors de la saison spéciale de La Revanche des héros, le haut du poteau est bombé, ce qui rend l'équilibre encore plus précaire. Lors de la saison 12, l'épreuve a débuté avant le lever du soleil : les candidats furent dans l'obscurité pendant près d'une heure.
Une fois l'épreuve terminée, le gagnant doit désigner, parmi les deux perdants, le candidat qui l'affronte devant le jury final. Durant certaines saisons, les deux derniers aventuriers ont l'occasion de se remémorer toute l'aventure vécue en revisitant les lieux importants du jeu (le lieu d'arrivée, les camps, le duel des ambassadeurs...) qui contiennent les prénoms ou les photos de tous les candidats éliminés (les prénoms et photos des candidats éliminés n'apparaissent néanmoins plus au cours du voyage depuis la saison 14). Ils sont ensuite emmenés devant le jury final.
Lors de la saison 20, la première épreuve de l'aventure est celle des poteaux disputée entre 21 candidats, les trois candidats restés le plus longtemps sont devenus chef d'équipes.

### Le jury final
Le gagnant est élu par les autres candidats qui ont passé avec lui le cap de la réunification (à quelques exceptions près, certains candidats ayant abandonné n'en ont pas fait partie). Depuis la saison 4, les perdants de l'orientation et des poteaux arrivent durant le conseil, les éliminés composant le jury final n'étant ainsi informés de l'identité des deux finalistes qu'au dernier moment.
Durant ce conseil, le jury final peut poser librement ses questions aux finalistes. À la fin du conseil, chaque finaliste a l'occasion de s'exprimer devant le jury pendant une minute. Les membres du jury votent ensuite pour élire le gagnant (contrairement aux autres conseils, le vote est en faveur du candidat). Une fois que tous les membres ont voté, depuis la saison 2, l'urne est scellée sous contrôle d'huissier et le dépouillement a lieu en direct et sur un plateau à Paris, plusieurs mois après la fin du tournage de l'émission. Lors de la saison 1, le dépouillement s'est fait immédiatement après le vote. Lors du Combat des héros, le dépouillement n'a pas eu lieu en direct à Paris (mais enregistré par Denis Brogniart sur le lieu de tournage de la prochaine saison) à la suite d'une mauvaise entente entre plusieurs candidats. Néanmoins, à la suite de l'annulation de la saison 19 en raison d’une affaire d'agression sexuelle, le dépouillement en direct est alors envisageable. Mais la production décide de conserver l'enregistrement du dépouillement pour ne pas offenser les candidats de la saison annulée.
Jérémy organise alors une soirée au Grand Rex en rassemblant des candidats du Combat des héros ainsi que des candidats d'anciennes saisons.
Enfin, dans La Légende, la finale est pré-enregistrée pour éviter tout dérapage à la suite de la découverte de multiples tricheries ayant faussé le cours du jeu. Les votes du jury final furent alors invalidés et le dépouillement n’a pas eu lieu.
Lors de L'Île des héros, de la saison 21, de la saison 22 et de La Légende, la finale en direct s'est déroulée sans public en raison de la pandémie de Covid-19.
Selon le nombre de membres composant le jury final, une égalité est possible si ce nombre est pair (et cela s'est démontré par deux fois, lors de la saison 3 et lors de la saison 7). Lors de la saison 9, il y a 8 éliminés après la réunification mais le premier éliminé d'entre eux (Freddy), bien qu'il ait pris part au débat, ne peut pas voter. Cela rend donc impossible une égalité finale. A contrario, lors de la saison 16, lors d'un conseil, le nombre de votants initial est impair mais l'un des aventuriers (Yannick) n'a pas voté, étant rentré en France pour des raisons d'ordre familial, ce qui aurait pu déboucher sur une égalité. Cette situation s'est reproduite lors de la saison 21, Marie-France ayant dû rentrer en France pour des raisons personnelles.

### Gains
L'aventurier élu touche 100 000 €. Dans le cas d'une égalité au conseil final, les deux finalistes gagnent chacun la moitié de la somme du gagnant. En 2003 et 2007, ils se partagent également les 10 000 € du finaliste malheureux. Lors de La Légende, la victoire de Claude est révoquée après plusieurs scandales de tricherie ayant faussé le jeu où il serait impliqué. La somme est alors reversée à l’association Bertrand-Kamal.
Jusqu'en 2016, le candidat qui termine second remporte la somme de 10 000 €. Ce n'est plus le cas depuis la saison 16 et le gagnant est désormais le seul récompensé.
Chaque candidat perçoit cependant une indemnité journalière pendant l'aventure, un défraiement qui équivaut à une vingtaine d'euros par jour de participation, ainsi qu'une prime de confidentialité d'environ 3 600 €. En 2015, le gagnant Marc ayant dévoilé le déroulement des derniers épisodes de la saison 14, il ne toucha pas sa prime de confidentialité[source insuffisante].
Pour la saison 23 (en juin 2022), deux vainqueurs sont élus par le vote du jury final, se partageant le gain de 100 000 € en deux parts égales, soit 50 000 € chacun.

### Différences avec la version américaine
La version française, Koh-Lanta, diffère notamment de la version américaine par la durée de l'aventure, qui est de 39 jours aux États-Unis contre la plupart du temps 40 en France, par les moyens mobilisés et le montant du prix (1 million de dollars pour le Sole Survivor et 100 000 $ pour les finalistes aux États-Unis, 100 000 € pour le gagnant et 10 000 € pour le finaliste dans la version française (jusqu'à la saison 16)). Des immunités cachées ont également fait leur apparition (ces dernières sont apparues en France lors de la saison 11), tout comme une île d'exil (Exile Island, saisons 10, 12–14, 16–18 et 29, apparue en France lors de la saison 15 sous le nom de « l'île aux colliers ». Des variantes de cette île existent : Ghost Island, apparue dans la saison 36 et Island of the Idols, apparue dans la saison 39, une île de la rédemption (Redemption Island, saisons 22–23, 27. Une variante de cette île est apparue dans les saisons 38 et 40 sous le nom de Edge of Extinction). Dans certaines saisons américaines, les jeux de confort permettent d'avoir des indices sur l'emplacement des colliers d'immunité et ces colliers sont parfois remis en jeu une fois utilisés ou si un candidat est éliminé sans l'avoir joué.

## Musiques
La musique du générique ainsi que toutes les musiques d'habillage sont des musiques originales composées par Philippe Pelet et Olivier Perrot-Poitou (Production Moneypenny, Éditions TF1/Une Musique/ALP Music). Un CD de remix du générique est commercialisé en 2008 sous le titre Koh-Lanta Aventuri.

## Saisons

### Déroulement
| Saisons de Koh-Lanta | Saisons de Koh-Lanta                 | Lieu                                        | Durée (en jours) | Total de candidats | Présentateur    | Diffusion                                 | Tribus                                           | Vainqueur(s)   | Vainqueur(s)   |
| -------------------- | ------------------------------------ | ------------------------------------------- | ---------------- | ------------------ | --------------- | ----------------------------------------- | ------------------------------------------------ | -------------- | -------------- |
| 1                    | Les Aventuriers de Koh-Lanta         | Thaïlande, parc national de Koh Lanta       | 43               | 16                 | Hubert Auriol   | Du 4 août 2001 au 22 septembre 2001       | Lanta-naï Korok                                  | Gilles         | Gilles         |
| 2                    | Koh-Lanta : Nicoya (en)              | Costa Rica, péninsule de Nicoya             | 40               | 16                 | Denis Brogniart | Du 28 juin 2002 au 13 septembre 2002      | Ventanas Tambor                                  | Amel           | Amel           |
| 3                    | Koh-Lanta : Bocas del Toro (en)      | Panama, archipel de Bocas del Toro          | 40               | 18                 | Denis Brogniart | Du 6 juin 2003 au 29 août 2003            | Machiga Boro                                     | Delphine       | Isabelle       |
| 4                    | Koh-Lanta : Panama (en)              | Panama, archipel de Las Perlas              | 40               | 16                 | Denis Brogniart | Du 2 juillet 2004 au 31 août 2004         | Chapera Mogo                                     | Philippe       | Philippe       |
| 5                    | Koh-Lanta : Pacifique                | Nouvelle-Calédonie, îlots de l'île des Pins | 40               | 17                 | Denis Brogniart | Du 1er juillet 2005 au 6 septembre 2005   | Kumo Kanawa                                      | Clémence       | Clémence       |
| 6                    | Koh-Lanta : Vanuatu                  | Vanuatu, archipel d'Éfaté                   | 40               | 16                 | Denis Brogniart | Du 21 juillet 2006 au 5 septembre 2006    | Tana Mosso                                       | François-David | François-David |
| 7                    | Koh-Lanta : Palawan                  | Philippines, archipel de Palawan            | 40               | 16                 | Denis Brogniart | Du 29 juin 2007 au 11 septembre 2007      | Guntao Batang                                    | Jade           | Kévin          |
| 8                    | Koh-Lanta : Caramoan                 | Philippines, péninsule de Caramoan          | 39               | 17                 | Denis Brogniart | Du 4 juillet 2008 au 20 septembre 2008    | Mingao Tayak                                     | Christelle     | Christelle     |
| 9                    | Koh-Lanta : Palau                    | Palaos, en Micronésie                       | 39               | 18                 | Denis Brogniart | Du 28 août 2009 au 30 octobre 2009        | Mawaï Koror                                      | Christina      | Christina      |
| 10                   | Koh-Lanta : Viêtnam                  | Viêt Nam, archipel de Côn Đảo               | 40               | 18                 | Denis Brogniart | Du 17 septembre 2010 au 17 décembre 2010  | Vang Do                                          | Philippe       | Philippe       |
| 11                   | Koh-Lanta : Raja Ampat               | Indonésie, archipel de Raja Ampat           | 41               | 20                 | Denis Brogniart | Du 9 septembre 2011 au 16 décembre 2011   | Wasaï Mambok                                     | Gérard         | Gérard         |
| 12                   | Koh-Lanta : Malaisie                 | Malaisie, archipel de Seribuat              | 42               | 20                 | Denis Brogniart | Du 2 novembre 2012 au 1er février 2013    | Sungaï Mawar                                     | Ugo            | Ugo            |
| 13                   | annulée                              | Cambodge, île de Koh Rong                   | annulée          | 20                 | Denis Brogniart | annulée                                   | annulée                                          | annulée        | annulée        |
| 14                   | Koh-Lanta : Johor                    | Malaisie, archipel de Sibu                  | 40               | 20                 | Denis Brogniart | Du 24 avril 2015 au 24 juillet 2015       | Lankawaï Tinggi                                  | Marc           | Marc           |
| 15                   | Koh-Lanta : Thaïlande                | Thaïlande, archipel de Ko Yao               | 40               | 21                 | Denis Brogniart | Du 12 février 2016 au 27 mai 2016         | Karwaï Aopoh                                     | Wendy          | Wendy          |
| 16                   | Koh-Lanta : L'Île au trésor          | Cambodge, île de Koh Rong                   | 42               | 20                 | Denis Brogniart | Du 26 août 2016 au 9 décembre 2016        | Naga Sambor                                      | Benoît         | Benoît         |
| 17                   | Koh-Lanta : Cambodge                 | Cambodge, île de Koh Rong                   | 40               | 21                 | Denis Brogniart | Du 10 mars 2017 au 16 juin 2017           | Sokka Bokor Takeo                                | Frédéric       | Frédéric       |
| 18                   | Koh-Lanta : Fidji                    | Fidji, archipel de Yasawa                   | 41               | 21                 | Denis Brogniart | Du 1er septembre 2017 au 15 décembre 2017 | Coravu Makawa                                    | André          | André          |
| 19                   | annulée                              | Fidji, archipel de Kadavu                   | annulée          | 21                 | Denis Brogniart | annulée,                                  | annulée,                                         | annulée,       | annulée,       |
| 20                   | Koh-Lanta : La Guerre des chefs      | Fidji, archipel de Kadavu                   | 39               | 21                 | Denis Brogniart | Du 15 mars 2019 au 21 juin 2019           | Tabuo Kama Ikalu                                 | Maud           | Maud           |
| 21                   | Koh-Lanta : Les 4 Terres             | Fidji, archipel de Kadavu                   | 40               | 24                 | Denis Brogniart | Du 28 août 2020 au 4 décembre 2020        | Vakara Vualiku Ceva Tokalo puis Vuro Sayake      | Alexandra      | Alexandra      |
| 22                   | Koh-Lanta : Les Armes secrètes       | Polynésie française, île de Taha'a          | 35               | 21                 | Denis Brogniart | Du 12 mars 2021 au 4 juin 2021            | Toa Oro                                          | Maxine         | Maxine         |
| 23                   | Koh-Lanta : Le Totem maudit (en)     | Philippines, archipel de Palawan            | 39               | 24                 | Denis Brogniart | Du 22 février 2022 au 21 juin 2022        | Turung Nacpan Ilog puis Matingi Cadlao           | Bastien        | François       |
| 24                   | Koh-Lanta : Le Feu sacré             | Philippines, péninsule de Caramoan          | 40               | 20                 | Denis Brogniart | Du 21 février 2023 au 13 juin 2023        | Paniman Tinago                                   | Frédéric       | Frédéric       |
| 25                   | Koh-Lanta : Les Chasseurs d'immunité | Philippines, péninsule de Caramoan          | 38               | 22                 | Denis Brogniart | Du 13 février 2024 au 4 juin 2024         | Kadasi Matukad                                   | Léa            | Léa            |
| 26                   | Koh-Lanta : La Tribu maudite         | Philippines, péninsule de Caramoan          | 41               | 24                 | Denis Brogniart | Du 20 août 2024 au 3 décembre 2024        | Sabitang Pitogo Maudite                          | Thibault       | Thibault       |
| 27                   | Koh-Lanta : La Revanche des 4 Terres | Philippines, péninsule de Caramoan          | 40               | 24                 | Denis Brogniart | Du 25 février 2025 au 24 juin 2025        | Kanluran Hilaga Timog Silangan puis Virak Tugawe | Gaëlle         | Gaëlle         |
| Éditions spéciales   | Éditions spéciales                   | Lieu                                        | Durée (en jours) | Total de candidats | Présentateur    | Diffusion                                 | Tribus                                           | Vainqueur(s)   | Vainqueur(s)   |
| 1                    | Koh-Lanta : Le Retour des héros      | Amazonie, au bord du Rio Negro              | 21               | 14                 | Denis Brogniart | Du 13 janvier 2009 au 13 février 2009     | Tupan Jacaré                                     | Romuald        | Romuald        |
| 2                    | Koh-Lanta : Le Choc des héros        | Nouvelle-Calédonie, Poum                    | 20               | 14                 | Denis Brogniart | Du 26 mars 2010 au 21 mai 2010            | Tiac Malabou                                     | Grégoire       | Grégoire       |
| 3                    | Koh-Lanta : La Revanche des héros    | Cambodge, île de Koh Rong                   | 23               | 16                 | Denis Brogniart | Du 6 avril 2012 au 1er juin 2012          | Klahan Nekmao                                    | Bertrand       | Bertrand       |
| 4                    | Koh-Lanta : La Nouvelle Édition      | Malaisie, archipel de Sibu                  | 23               | 13                 | Denis Brogniart | Du 12 septembre 2014 au 21 novembre 2014  | Tengah Simban                                    | Laurent        | Laurent        |
| 5                    | Koh-Lanta : Le Combat des héros      | Fidji, archipel de Yasawa                   | 32               | 18                 | Denis Brogniart | Du 16 mars 2018 au 25 mai 2018            | Wakaï Toa                                        | Clémence       | Clémence       |
| 6                    | Koh-Lanta : L'Île des héros          | Fidji, archipel de Kadavu                   | 32               | 20                 | Denis Brogniart | Du 21 février 2020 au 5 juin 2020         | Lawaki Nacomo Héros                              | Naoil          | Naoil          |
| 7                    | Koh-Lanta : La Légende               | Polynésie française, île de Taha'a          | 36               | 21                 | Denis Brogniart | Du 24 août 2021 au 14 décembre 2021       | Lanta-naï Korok                                  | Claude         | Claude         |

### Audience

#### Globale

Graphique des audiences de Koh-Lanta par saison.

Koh-Lanta est un programme incontournable du paysage audiovisuel français. De plus, même en tant que première émission de télé-réalité française (la première saison ayant été enregistrée avant le lancement de Loft Story), elle est encore diffusée depuis lors avec une à deux saisons inédites par an. Il est à noter cependant que le programme, contrairement à des séries ou à des films, n'est pas rediffusé à l'antenne, même si une partie des anciennes saisons est mise en ligne sur la plateforme TF1+ en février 2024.
L'émission a d'abord connu un lancement en access prime-time le week-end durant l'été 2001, TF1 n'étant pas totalement confiante sur le lancement d'un programme de télé-réalité sur son antenne. Néanmoins, chaque week-end, l'émission rassemble près de 40 % des téléspectateurs, ce qui permet par la suite à l'émission d'être diffusée en première partie de soirée durant l'été. Et si les audiences restent moyennes au départ, une véritable adhésion se crée autour du programme qui voit ses audiences augmenter année après année. Elle atteindra un pic en 2007 avec la septième saison, qui signe le record absolu d'audience du programme lors de sa finale (9,4 millions de téléspectateurs).
Mise en confiance, la chaîne commande des saisons plus courtes avec d'anciens candidats (à la manière des saisons all-stars de Survivor) et décale Koh-Lanta à la période de la rentrée scolaire à la suite de l'arrêt de la Star Academy. L'émission se stabilise autour des 7 millions de téléspectateurs, ce qui permet à l'émission de perdurer. Cela amène TF1 en 2010 a créer un programme inspiré de Koh-Lanta, nommé Familles d'explorateurs, mais ce programme ne rencontre pas son public.
L'émission connaît cependant un premier recul des audiences à partir de 2014. Après un an d'absence à la suite de l'annulation de la saison 13, Koh-Lanta passe de plus en plus souvent sous la barre des 6 millions en audience veille. Cela s'explique par la montée en puissance des chaînes de la TNT gratuite, de l'érosion de l'audience globale de TF1 et également d'un effet de fatigue de la franchise. Cependant, les audiences restent excellentes pour la chaîne, notamment sur les cibles publicitaires (15-34 ans et femmes responsables des achats de moins de 50 ans) et en télévision de rattrapage : en 2016, Koh-Lanta s'est hissé 15 fois dans le classement des 100 meilleures audiences de l'année, un score jamais atteint par le programme depuis sa naissance.
Malgré cela, l'émission semble entamer en 2017 une nouvelle période de déclin, notamment marquée par une annulation d'une saison en plein tournage. En 2019, la saison 20 signe l'une des plus mauvaise performances de l'émission en termes d'audience, même si les scores sur les cibles publicitaires restent bons. Cependant, en 2020, la saison L'Île des héros, ayant pourtant réalisé le moins bon démarrage de l'émission en prime time, va profiter du confinement lié à la pandémie de Covid-19. Au fil des semaines, les audiences iront jusqu'à dépasser les 7 millions de téléspectateurs, des scores qui n'ayant plus été atteints depuis 2013.
Depuis août 2021 et la saison La Légende, l’émission est diffusée le mardi. TF1 a pour souhait de renforcer la case, habituellement dévouée aux séries américaines en perte de vitesse et permettre de diffuser de nouveaux divertissements le vendredi. Si la case du mardi soir s'en retrouve renforcée sur les principales cibles (femmes responsables des achats de moins de 50 ans, 15-34 ans), Koh-Lanta perd en audience globale et se retrouve régulièrement battue (sur les 4 ans et plus) par les programmes de France 2 ou France 3. Malgré les demandes du public de reprogrammer l'émission à sa case historique du vendredi, TF1 assume sa décision, arguant « une somme de contraintes » et le fait de ne « plus envisager les audiences dans une consommation purement linéaire », misant de plus en plus sur la télévision de rattrapage. Depuis la saison Le Totem Maudit, les épisodes sont découpés en deux parties avec deux mesures d'audience séparées.
Cependant l'audience du programme continue à décliner : la saison La Revanche des 4 Terres en 2025 signe les plus mauvaises audiences historiques de l'histoire du programme tombant sous les 3 millions de spectateurs. Malgré un quart de l'audience réalisée en rattrapage, la chute d'audience est expliquée par la concurrence de la Ligue des champions, d'une heure de diffusion toujours plus tardive et d'un rythme de diffusion trop soutenu.
| Saison                                      | Jour et horaire de diffusion | Lancement              | Lancement      | Lancement        | Finale                 | Finale         | Finale           | Moyenne          | Moyenne        | Moyenne | Revenus publicitaires    |
| Saison                                      | Jour et horaire de diffusion | Nb. de télespectateurs | PDM 4 ans et + | Réf.             | Nb. de télespectateurs | PDM 4 ans et + | Réf.             | Audience moyenne | PDM 4 ans et + | Réf.    | Revenus publicitaires    |
| ------------------------------------------- | ---------------------------- | ---------------------- | -------------- | ---------------- | ---------------------- | -------------- | ---------------- | ---------------- | -------------- | ------- | ------------------------ |
| Les Aventuriers de Koh-Lanta (2001)         | Samedi et dimanche à 18 h 55 | 4 200 000              | 38,6 %         | [ 38 ]           | 4 600 000              | 39,5 %         | [ 38 ]           | 4 367 000        | 39,9 %         |         | Non connu.               |
| Nicoya (en) (2002)                          | Vendredi à 21 h              | 5 200 000              | 28,3 %         | [ 39 ]           | 7 700 000              | 38,3 %         | [ 39 ]           | 6 092 000        | 32,7 %         |         | Non connu.               |
| Bocas del Toro (en) (2003)                  | Vendredi à 21 h              | 5 120 000              | 25,9 %         |                  | 7 091 560              | 37,5 %         |                  | 5 414 000        | 32,4 %         |         | Non connu.               |
| Panama (en) (2004)                          | Vendredi à 21 h              | 6 200 000              | 29,8 %         |                  | 8 300 000              | 38,0 %         |                  | 6 081 000        | 31,9 %         |         | Non connu.               |
| Pacifique (2005)                            | Vendredi à 21 h              | 6 604 800              | 31,9 %         |                  | 8 476 160              | 38,3 %         |                  | 6 889 000        | 35,0 %         |         | 22 300 000 € (515 spots) |
| Vanuatu (2006)                              | Vendredi à 21 h              | 6 110 540              | 36,8 %         |                  | 7 800 000              | 36,7 %         |                  | 6 868 000        | 37,2 %         |         | 22 400 000 € (531 spots) |
| Palawan (2007)                              | Vendredi à 21 h              | 8 445 320              | 39,3 %         | [ 41 ]           | 9 408 880              | 39,6 %         | [ 42 ]           | 8 127 000        | 39,5 %         |         | 27 000 000 € (526 spots) |
| Caramoan (2008)                             | Vendredi à 21 h              | 7 170 000              | 35,0 %         | [ 43 ]           | 7 090 000              | 37,7 %         | [réf. souhaitée] | 6 844 000        | 34,0 %         |         | 28 900 000 € (561 spots) |
| Le Retour des héros (2009)                  | Mardi à 21 h                 | 7 945 000              | 32,0 %         | [ 44 ]           | 9 169 000              | 39,3 %         | [ 45 ]           | 8 288 000        | 33,75 %        |         | 19 800 000 € (328 spots) |
| Palau (2009)                                | Vendredi à 21 h              | 7 300 000              | 35,4 %         | [réf. souhaitée] | 7 537 000              | 33,9 %         | [réf. souhaitée] | 7 512 000        | 32,1 %         |         | 42 600 000 € (665 spots) |
| Le Choc des héros (2010)                    | Vendredi à 21 h              | 8 261 000              | 32,9 %         | [ 48 ]           | 7 322 000              | 34,3 %         | [ 49 ]           | 7 007 000        | 29,7 %         |         | 33 800 000 €             |
| Viêtnam (2010)                              | Vendredi à 21 h              | 7 796 000              | 32,7 %         | [ 51 ]           | 7 048 000              | 28,5 %         | [ 52 ]           | 6 801 000        | 27,6 %         |         | 54 300 000 €             |
| Raja Ampat (2011)                           | Vendredi à 21 h              | 7 359 000              | 31,6 %         | [ 54 ]           | 7 647 000              | 34,7 %         | [ 55 ]           | 7 237 000        | 29,2 %         |         | 53 400 000 € (669 spots) |
| La Revanche des héros (2012)                | Vendredi à 21 h              | 7 768 000              | 31,9 %         | [ 56 ]           | 7 105 000              | 31,2 %         | [ 57 ]           | 6 986 000        | 28,3 %         |         | 33 200 000 € (465 spots) |
| Malaisie (2012-2013)                        | Vendredi à 21 h              | 7 181 000              | 32,5 %         | [ 59 ]           | 7 556 000              | 33,9 %         | [ 60 ]           | 7 098 000        | 29,5 %         |         | 12 700 000 € (236 spots) |
| La Nouvelle Édition (2014)                  | Vendredi à 21 h              | 6 898 000              | 32,2 %         | [ 62 ]           | 6 235 000              | 27,8 %         | [ 63 ]           | 6 593 000        | 29,3 %         |         | 12 700 000 €             |
| Johor (2015)                                | Vendredi à 21 h              | 5 881 000              | 27,6 %         | [ 65 ]           | 6 099 000              | 34,7 %         | [ 66 ]           | 5 625 000        | 27,0 %         |         | Non connu.               |
| Thaïlande (2016)                            | Vendredi à 21 h              | 6 235 000              | 27,2 %         | [ 67 ]           | 6 434 000              | 31,9 %         | [ 68 ]           | 5 933 000        | 26,5 %         |         | Non connu.               |
| L'Île au trésor (2016)                      | Vendredi à 21 h              | 5 450 000              | 30,7 %         | [ 69 ]           | 6 577 000              | 32,6 %         | [ 70 ]           | 5 730 000        | 27,3 %         |         | Non connu.               |
| Cambodge (2017)                             | Vendredi à 21 h              | 6 011 000              | 29,0 %         | [ 71 ]           | 5 762 000              | 31,4 %         | [ 72 ]           | 5 570 000        | 26,8 %         |         | Non connu.               |
| Fidji (2017)                                | Vendredi à 21 h              | 5 374 000              | 27,1 %         | [ 73 ]           | 5 343 000              | 26,8 %         | [ 74 ]           | 5 010 000        | 24,3 %         |         | Non connu.               |
| Le Combat des héros (2018)                  | Vendredi à 21 h              | 4 885 000              | 25,1 %         | [ 75 ]           | 5 274 000              | 30,0 %         | [ 76 ]           | 4 851 000        | 24,1 %         |         | Non connu.               |
| La Guerre des chefs (2019)                  | Vendredi à 21 h              | 5 646 000              | 29,3 %         | [ 77 ]           | 3 606 000              | 22,9 %         | [ 78 ]           | 4 334 000        | 22,9 %         |         | Non connu.               |
| L'Île des héros (2020)                      | Vendredi à 21 h              | 4 642 000              | 25,4 %         | [ 79 ]           | 6 925 000              | 31,8 %         | [ 80 ]           | 6 600 000        | 26,1 %         | [ 81 ]  | Non connu.               |
| Les 4 Terres (2020)                         | Vendredi à 21 h              | 5 663 000              | 31,0 %         | [ 82 ]           | 6 319 000              | 28,5 %         | [ 83 ]           | 5 520 000        | 26,3 %         | [ 84 ]  | Non connu.               |
| Les Armes secrètes (2021)                   | Vendredi à 21 h              | 5 740 000              | 27,2 %         | [ 85 ]           | 5 716 000              | 27,9 %         | [ 86 ]           | 5 510 000        | 25,6 %         | [ 87 ]  | Non connu.               |
| La Légende (2021)                           | Mardi à 21 h 10              | 5 586 000              | 29,3 %         | [ 88 ]           | 4 384 000              | 22 %           | [ 89 ]           | 4 332 000        | 22,2 %         | [ 90 ]  | Non connu.               |
| Le Totem maudit (en) (2022)                 | Mardi à 21 h 10              | 4 270 000              | 23,4 %         | [ 91 ]           | 2 960 000              | 17,5 %         | [ 92 ]           | 3 590 000        | 19,4 %         | [ 93 ]  | Non connu.               |
| Le Feu sacré (2023)                         | Mardi à 21 h 10              | 4 170 000              | 19 %           | [ 94 ]           | 3 440 000              | 20,3 %         | [ 95 ]           | 3 410 000        | 18,8 %         | [ 96 ]  | Non connu.               |
| Les Chasseurs d'immunité (2024)             | Mardi à 21 h 10              | 3 660 000              | 18,7 %         | [ 97 ]           | 3 270 000              | 17,2 %         | [ 98 ]           | 3 160 000        | 18,7 %         | [ 99 ]  | Non connu.               |
| La Tribu maudite (2024)                     | Mardi à 21 h 10              | 3 716 000              | 20,8 %         | [ 97 ]           | 3 203 000              | 15,9 %         | [ 100 ]          | 3 020 000        | 18,5%          | [ 101 ] | Non connu.               |
| Koh-Lanta : La Revanche des 4 Terres (2025) | Mardi à 21 h 10              | 3 560 000              | 20,8 %         | [ 102 ]          | 2 881 000              | 17,2 %         | [ 103 ]          | 2 840 000        | 17,6%          | [ 104 ] | Non connu.               |

Légende :
- plus hauts scores d'audience
- plus bas scores d'audience

#### Par saisons

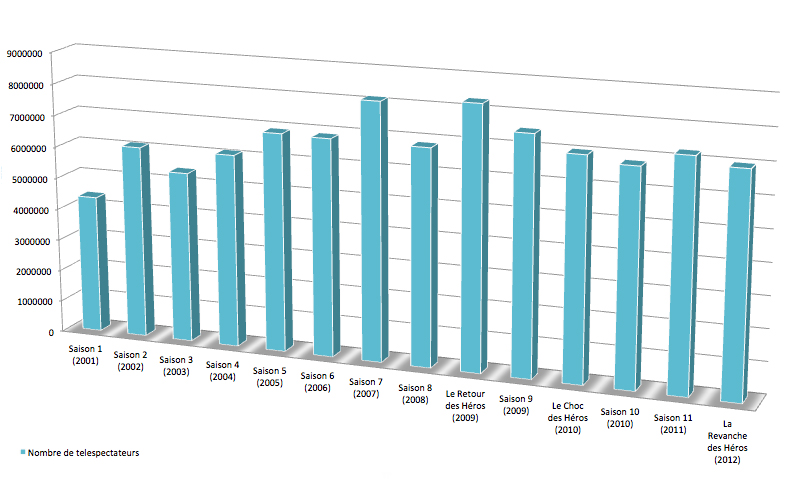
Audience des saisons 2001 à 2012.

##### Saisons classiques
| Légende : Saison 1 / Saison 2 / Saison 3 / Saison 4 / Saison 5 / Saison 6 / Saison 7 / Saison 8 / Saison 9 / Saison 10 |

| Légende : Saison 11 / Saison 12 / Saison 14 / Saison 15 / Saison 16 / Saison 17 / Saison 18/ Saison 20/ Saison 21 / Saison 22 |

| Légende : Saison 23/ Saison 24 |

##### Éditions spéciales
| Légende : Le Retour des héros (2009) / Le Choc des héros (2010) / La Revanche des héros (2012) / La Nouvelle Édition (2014) / Le Combat des héros (2018) / L'Île des héros (2020) / La Légende (2021) |

### Lieux de tournage
Koh-Lanta est tournée dans de nombreuses régions du monde depuis la première saison, favorisant la chaleur et les climats tropicaux.
| Continent | Pays (Saison) | Total |
| --------- | --- | ----- |
| Amérique  | - Costa Rica (2) - Panama (3, 4) - Brésil (Le Retour des héros) | 4     |
| Asie      | - Thaïlande (1, 15) - Philippines (7, 8, 23, 24, 25, 26, 27) - Vietnam (10) - Indonésie (11) - Cambodge (La Revanche des héros, 13, 16, 17) - Malaisie (12, La Nouvelle Édition, 14) | 18    |
| Océanie   | - Nouvelle-Calédonie (5, Le Choc des héros) - Vanuatu (6) - Palaos (9) - Fidji (18, Le Combat des héros, 19, 20, L'Île des héros, 21) - Polynésie française (22, La Légende)         | 12    |

| Thaïlande (1, 15) Costa Rica (2) Panama (3, 4) Brésil (Le Retour des héros) Philippines (7, 8, 23,24,25) Viêt Nam (10) Nouvelle-Calédonie (5, Le Choc des héros) Vanuatu (6) Palaos (9) Indonésie (11) Cambodge (La Revanche des héros, 13, 16, 17) Malaisie (12, La Nouvelle Édition, 14) Fidji (18, Le Combat des héros, 19, 20, L'île des héros, 21) Taha'a (22, La Légende) |

## Controverses et faits divers

### Protection environnementale

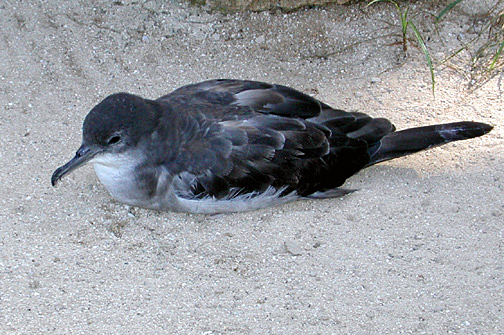
Un puffin fouquet.

Durant la diffusion du deuxième épisode de la saison 5 en 2005 (le 8 juillet en France et le 10 juillet en Nouvelle-Calédonie), les candidats ont tué et cuisiné des puffins fouquets, une espèce d'oiseau intégralement protégée en Nouvelle-Calédonie. Des roussettes noires ont également été braconnées en dehors de la saison de chasse et des geckos endémiques sont capturés puis jetés au feu. Plusieurs téléspectateurs ayant pris contact avec le service accueil des téléspectateurs de TF1, ce dernier a répondu que, selon la Ligue pour la protection des oiseaux (LPO), le puffin fouquet n'est pas une espèce protégée. La LPO répond que TF1 ne l'a pas consultée et dément l'affirmation de la chaîne. La LPO a demandé au CSA de se saisir de l'affaire et a également décidé d'engager une action en justice contre TF1 et la société de production de l'émission Adventure Line Productions. La requête contre la société de production est déclarée recevable, elle est condamnée à verser à la LPO 1 euro de dommages-intérêts et 2 000 euros au titre des frais de procédure, alors que la requête à l’encontre de TF1 est rejetée.
Lors de la première saison, William a pêché plusieurs bénitiers géants classés espèce protégée et les a mangés avec son équipe sans être sanctionné.
Un géographe reproche aux jeux télévisés tels que Koh-Lanta d'ignorer « la spécificité des îles exploitées pour privilégier de vaines aventures parmi des palmiers interchangeables ».

### Santé des candidats
Il existe également une controverse autour des dangers de l’émission, comme l'état de santé des candidats. La perte de poids importante face aux difficultés de l’émission n'est pas anodine.
Jesta Hillman, candidate finaliste de la saison 16 a révélé cependant dans une interview avoir pris 20 kilos depuis la fin de l'émission.
Un ancien candidat, Raphaël (saison 4), a jeté le trouble sur la nature réelle de certaines évacuations dites « médicales », en accusant la production de « manipulations » en coulisses afin de favoriser le retour de certains aventuriers éliminés à l'issue des votes du conseil, de nature à alimenter le suspense et faire augmenter l'audimat. Il accuse la production d'avoir « empoisonné » la réserve d'eau afin qu'un candidat soit évacué pour réintégrer la dernière éliminée, Linda,,,.
Lors de la 15e édition régulière diffusée en 2016, Carole participe à l'émission alors qu'elle est en arrêt-maladie. Elle est révoquée de son contrat d'employée territoriale.

### Accusations de tricherie
Dans la première saison, Harry dénonce dans une lettre envoyée à la production une tricherie. D’après lui, Patricia aurait subtilisé un briquet au pilote du bateau amenant les candidats sur l’île dès le lancement du jeu. Lors de l’envoi de la lettre, le tournage a toujours lieu. Les aventuriers en lice sont donc sanctionnés et priés de rallumer un feu sans l’aide d’un briquet.
Dans la deuxième saison, des candidats trichent afin d’obtenir de la nourriture supplémentaire. Une tricherie avouée par Isabelle après son élimination : un homme chargé de la sécurité les approvisionne en riz, haricots rouges et café.
Frédérique, candidate de la saison 10 révèle que des candidates auraient volé de la nourriture sur le bateau des pêcheurs qui les transportent pour se rendre sur les épreuves.
En 2012, une entente préalable établie entre certains candidats est dénoncée. Elle concerne Bertrand, Claude, Patrick et Coumba. Le but aurait été d'assurer la victoire de l'un d'eux au moins et de partager ensuite les 100 000 € de gains. Le gagnant Bertrand a catégoriquement démenti tout pacte financier en expliquant qu'il n'y a eu que des ententes amicales pour essayer d'aller le plus loin possible ensemble. Lors d'une interview donnée en décembre 2013, Coumba avoue le pacte financier passé pendant l'émission entre Claude, Patrick, Bertrand et elle-même : « Je l’assume entièrement ». Ce pacte est scellé « pendant le jeu et non pas avant », poursuit-elle. Avant de détailler : « Moi et trois autres personnes, on s’entendait bien. On s’est dit : nous quatre on va se porter jusqu’au bout. Et puis on se partage les 100 000 €. » Elle ajoute que le pacte n'a finalement pas été respecté.
En juin 2015, Ella Gbezan, une ancienne participante de la saison 11, publie un livre où elle explique son expérience et dénonce plusieurs interventions de la production,.
Dans Koh-Lanta : La Légende, l'émission est entachée par de nombreux scandales de tricheries révélés par la presse durant la diffusion. En effet, un certain nombre de candidats se seraient rendus après les conseils dans des résidences touristiques locales pour s'alimenter à l'abri des caméras. Ce qui a eu pour conséquence de fausser la compétition et l'équité entre les candidats. La production déclare ne pas avoir eu connaissance de ces repas clandestins pendant le tournage et décide par conséquent de ne pas décerner le titre de vainqueur et le gain (qui auraient dû revenir à Claude) qui est finalement décerné à une association caritative.

### Procès en 2009
Vainqueur en 2007, Kévin fait partie des plaignants du grand procès de la télé-réalité[Quoi ?]. Il gagne le procès et une indemnité de 2 300 euros, mais a dû rendre ses gains de vainqueur.

### 14esaisonretardée
Le lancement de la 14e saison, initialement prévu le 3 avril 2015 selon les journalistes médias, est retardé par TF1 en raison de l'accident d'hélicoptères survenu lors du tournage de Dropped, un autre jeu télévisé de la société Adventure Line Productions partageant des thèmes avec Koh-Lanta,,. Un hommage aux victimes de l'accident est diffusé au début du premier épisode.

## Saisons annulées

### Saison 13 au Cambodge: décès d'un candidat
Le 22 mars 2013, TF1 annonce la mort d'un candidat au cours du premier jour de tournage de la 13e saison au Cambodge (16 en comptant les éditions spéciales). Les équipes sont rapatriées et le tournage annulé. Le candidat mort se nomme Gérald Babin, un homme âgé de 25 ans, qui a ressenti de violentes crampes dès le début de la première épreuve. Il a fait un malaise cardiaque, est réanimé mais son cœur s'est de nouveau arrêté en arrivant à l'hôpital de Sihanoukville où il est finalement mort. Le 1er avril 2013, Thierry Costa, médecin de Koh-Lanta depuis 4 ans, se suicide au Cambodge.
Quelques jours après la mort de Gérald Babin et quelques jours avant celle du médecin, le site Arrêt sur images publie le témoignage anonyme d'un membre de la production qui conteste les circonstances officielles de la mort du candidat diffusées par TF1 et Adventure Line Productions (ALP) dans leur communiqué. Ce témoignage met notamment en cause le réalisateur de l'émission, qui aurait retardé l'intervention du médecin, ainsi qu'un délai de plusieurs heures qui se serait écoulé entre le malaise initial et l'évacuation en hélicoptère. En réaction, ALP annonce déposer une plainte en diffamation contre le site Arrêt sur images. Alors que les autorités cambodgiennes mettent fin à leur enquête estimant qu'il s'agit d'une mort naturelle, le parquet de Créteil ouvre le 27 mars 2013 une enquête préliminaire pour homicide involontaire, afin de rechercher les causes et les circonstances de la mort de Gérald Babin. Cette enquête préliminaire aboutit le 25 juillet 2013 à l'ouverture d'une information judiciaire pour homicide involontaire.
D'après Le Huffington Post, citant une source interne à TF1, le candidat ayant fait l'objet de tests médicaux avant le tournage et aucun problème n'aurait été détecté, alors que selon Le Parisien, le candidat souffre d'une pathologie cardiaque avant l'accident. Selon Closer, la production aurait versé plusieurs millions d'euros d'indemnités à la famille de Gérald Babin afin que celle-ci ne se porte pas partie civile en cas de procès. Peu avant les funérailles auxquelles il a également assisté, l'animateur Denis Brogniart a également rencontré la famille de Gérald Babin pour leur offrir symboliquement un totem d'immunité de l'émission et un flacon du sable de la plage où le tournage a lieu.
Malgré ces drames, l'émission ne s'arrête pas. En juillet 2013, TF1 et Adventure Line Productions annoncent, malgré les enquêtes judiciaires toujours en cours, l'organisation d'une nouvelle saison avec d'anciens candidats pour 2014. Cette saison est tournée au mois de mai pour une diffusion dès le 12 septembre 2014, signant le retour de l'émission après quasiment deux ans d'absence. Dès lors, les contrôles médicaux durant les castings et pendant le jeu sont sensiblement renforcés.
Durant la même année, TF1 annonce ouvrir les castings pour une nouvelle saison « régulière » du jeu. Cette édition est tournée durant l'automne 2014 ; elle est diffusée à partir d'avril 2015. Cette saison est considérée comme la 14e de l'émission, la 13e désignant toujours l'édition interrompue et non diffusée. Aucun candidat de cette saison annulée n'est retenu au casting des saisons suivantes.

### Saison 19 aux Fidji: agression sexuelle présumée
Le 11 mai 2018, TF1 et la société de production ALP annoncent la suspension du tournage de la saison 19 (24 en comptant les éditions spéciales) aux Fidji, au cinquième jour de tournage, à la suite d'un « événement extérieur au jeu ». Quelques heures après la parution d'un premier communiqué, ALP en diffuse un second évoquant le contexte d'une potentielle agression sexuelle sur la candidate Candice Renard, fille de l'entraîneur de football Hervé Renard.
Le casting de la saison 20 n'est pas suspendu pour autant. Le tournage a bien lieu sur la même île et le concept reste le même, notamment l'épreuve des poteaux en ouverture de l'aventure.
Certains candidats de cette saison annulée sont intégrés au casting des saisons suivantes : Sam et Pholien dans la saison L'Île des héros, Aurélien et Hervé dans la saison 22 ainsi que Fouzi dans la saison 23.

## Habillage graphique
Cette section ne s'appuie pas, ou pas assez, sur des sources secondaires ou tertiaires indépendantes du sujet. Le texte peut contenir des analyses inexactes ou inédites de sources primaires.
Pour l'améliorer, ajoutez-en, ou placez des modèles {{Source secondaire souhaitée}} ou {{Source secondaire nécessaire}} sur les passages mal sourcés. (juin 2024)

### Première identité graphique (2001-2004)
Le premier logo a une consonance assez « préhistorique », faisant penser à une peinture rupestre avec une figure humaine représentée au milieu, pour rappeler le principe de survie dans la nature. La forme du logo, ovale, rappelle également le logo de Survivor.
Dès la deuxième saison, le nom de l'émission devient simplement Koh-Lanta — quand bien même le jeu n'est plus tourné sur l'archipel thaïlandais, la signification du nom (« l'île aux millions d'yeux ») et l'identification de la marque Koh-Lanta par les téléspectateurs ont amené TF1 à conserver le titre —. De plus, dès la deuxième saison, le totem d'immunité est conçu de façon à rappeler le logo de l'émission.

Logo de la saison 1.
Logo des saisons 2, 3 et 4.

### Deuxième identité graphique (2005-2016)
En 2005, dans l'optique de moderniser l'émission, l'habillage graphique et le logo change pour lui donner une consonance plus exotique, plus tribale, plus proche d'une ambiance dans la jungle. La typographie est alors modifiée et désormais deux flambeaux entourent le symbole de l'émission qui se rapproche encore plus du totem d'immunité. Par ailleurs, la couleur du logo passe de la couleur bleue à la couleur jaune.
Le logo utilise désormais un sous-titre pour désigner le pays (Vanuatu, Palau, Vietnam, Malaisie, Thaïlande, Cambodge, Fidji), l'archipel (Palawan, Caramoan, Raja Ampat, Johor) ou le thème de la saison (Retour/Choc/Revanche/Combat/L’île des héros, L'île au trésor, La Guerre des Chefs, Les 4 terres). Là encore, on[Qui ?] retrouve un parallèle à Survivor. La Nouvelle Édition est la seule saison depuis 2004 à ne pas avoir de sous-titre, l'émission étant diffusée simplement sous le nom de Koh-Lanta (bien que la mention « La Nouvelle Édition » soit écrite sur de nombreux articles de presse et sur les réseaux sociaux gérés par TF1).
Dans le cadre des trois premières éditions spéciales, le logo arbore des couleurs dorées : pour le Retour et la Revanche, le logo devient intégralement doré. Pour le Choc, le totem porte une médaille d'or, référence aux sportifs participant à cette saison.
Enfin, pour les saisons à partir de « Johor », le totem a les bras et les jambes un peu plus repliées, contrairement aux logos précédents où les membres faisant des angles droits; pour faire référence au totem de l'émission, devenu plus arrondi que dans les saisons précédentes.

Logo de la saison 5.
Logo de la saison 6.
Logo de la saison 7.
Logo de la saison 8.
Logo de la saison 9.
Logo de Koh-Lanta : Le Choc des héros.
Logo de la saison 10.
Logo de la saison 11.
Logo de Koh-Lanta : La Revanche des héros.
Logo de la saison 12.
Logo de Koh-Lanta : La Nouvelle Édition.
Logo de la saison 14.
Logo de la saison 15.

### Troisième identité graphique (2016-2021)
Ce changement d'identité survient au moment de la présidence d'Alexia Laroche-Joubert à la tête d'Adventure Line Productions. L'émission passe d'un logo en 3D à un habillage en 2D, les détails du totem disparaissent pour n'en laisser que la silhouette et la typographie passe à un style plus moderne, plus technologique. Le sous-titre quant à lui prend de l'importance car des images s'y rapportant apparaissent désormais en arrière-plan (la carte d'une île pour L'île au trésor, les temples Khmer pour Koh-Lanta : Cambodge (il illustre également le passage à 3 tribus en incrustant les trois couleurs : bleu dans le ciel, jaune au niveau de l'horizon et rouge au niveau du sol), l'eau turquoise et les palmiers pour Koh-Lanta : Fidji, les ténèbres et l’île de l'Exil pour le Koh-Lanta : Le Combat des héros). Par ailleurs, le logo passe de la couleur jaune à la couleur blanche. Pour la saison de Koh-Lanta : La Guerre des chefs, le logo arbore des couleurs claires et la typographie change à nouveau, adoptant la VFC Fantomen (notamment utilisée pour la série Léo Matteï, Brigade des mineurs). Pour celui de Koh-Lanta : L'Île des héros on peut voir un coucher de soleil et la silhouette des 5 héros et sur le logo de Koh-Lanta : Les 4 Terres, on observe les couleurs des 4 tribus et une rose des vents avec ses quatre points cardinaux posée sur le sable faisant référence aux régions représentées par chaque tribu.

Logo de la saison 16.
Logo de la saison 17.
Logo de la saison 18.
Logo de Koh-Lanta : Le Combat des héros.
Logo de la saison 20.
Logo de Koh-Lanta : L'Île des héros.
Logo de la saison 21.
Logo de la saison 22.
Logo de Koh-Lanta : La Légende.

### Quatrième identité graphique (2022-présent)

Logo générique de Koh-Lanta depuis 2022.
Logo de Koh-Lanta : Le Totem Maudit.
Logo de Koh-Lanta : Le Feu sacré.
Logo de Koh-Lanta : Les Chasseurs d'immunité.
Logo de Koh-Lanta : La Tribu maudite.
Logo de Koh-Lanta : La Revanche des 4 Terres.

## Produits dérivés

### Livres
L'émission a inspiré différents livres et livres-jeux.
- Une série de bande dessinée parodique intitulée Les Fausses Aventures de Koh-Lanta, publiée aux éditions Jungle et écrite par Jack Domon. Le tome 1 Los perdidos de las frutas est paru le 26 août 2005 et le tome 2, Tropico Fun Paradise, le 7 avril 2010.
- Le Manuel de survie de Koh-Lanta, paru le 5 juillet 2007 aux éditions Toucan Jeunesse, écrit par Dominique de Coster et dessiné par Anaïs Goldemberg.
- Deux « Livres dont vous êtes le héros » Koh-Lanta, écrits par Natacha Godeau et publiés en Bibliothèque Verte. Aventures à Taboga paraît le 24 août 2011 et Défis en Océanie le 8 août 2012.
- En 2014, Ella Gbezan, quatrième finaliste de la Saison 11 sort un livre intitulé La Face Cachée de mon Koh-Lanta, aux éditions belges La Boîte à Pandor, dans lequel elle revient sur son parcours dans le jeu et dénonce ce qui selon elle s'apparente à des trucages de la production dans la mécanique du jeu et des épreuves, ainsi que dans le montage de l'émission.
- Le 19 novembre 2015, Javier Rodriguez (candidat de la saison 12 et Le Combat des héros) et Bruno Adams sortent le livre Journal d'un aventurier de Koh-Lanta – Il n'en restera qu'un !, préfacé par Denis Brogniart, aux éditions belges La Boîte à Pandor.
- Deux Aventures dont tu es le héros, écrites par Laureen Bouysson et publiées aux éditions Splash!. Le grand défi ! est paru le 7 juin 2017 et Destination Pacifique !, le 30 août 2018.
- Une série d'escape book Koh-Lanta, écrits par Alain T. Puyssegur et publiés aux éditions Les Livres du Dragon d'Or. Le tome 1, L'Île aux colliers est paru le 21 mars 2019 ; le tome 2, L'Archipel de tous les dangers, le 19 mars 2020.

### Jeux vidéo
Koh-Lanta fait l'objet de plusieurs adaptations en jeu vidéo :
- 2008 : My Koh-Lanta sur navigateur
- 2008 : Koh-Lanta sur Nintendo DS et Wii
- 2009 : Koh-Lanta : Survie dans la jungle sur Nintendo DS
- 2012 : Koh-Lanta sur iOS
- 2012 : Koh-Lanta 3D : L'Aventure de l'extrême sur Nintendo 3DS
- 2014 : Koh-Lanta : Le Choc des héros sur Nintendo 3DS
- 2021 : Koh-Lanta : Le Jeu sur PS4, Xbox One, Nintendo Switch, PS5 et Xbox Series

### Jeux de société
Un jeu de société Koh-Lanta est sorti en 2003, commercialisé par la société Druon, puis le 20 juillet 2007, commercialisé par la société Lansay.
Un jeu de société dérivé est sorti en septembre 2012 ; il est édité par Dujardin et TF1 Games.
En 2010, les restaurants Quick proposent des cadeaux Koh-Lanta dans les menus enfants.
En septembre 2018, un nouveau jeu de société sort, édité par Educa.
En octobre 2018 sort un mini jeu de société au édition solar.
En octobre 2022 un nouveau jeu de société sort édité par Educa.
En octobre 2022 sort un mini jeu de société édité par solar.

### Mode
La chaîne de magasins La Halle a sponsorisé la marque Koh-Lanta, qui a sorti chaussures, couvre-chefs, sacs et divers objets à l'effigie de Koh-Lanta.[réf. nécessaire]

### Parodies
- 2015 : Une vidéo sur la chaîne YouTube officielle du duo d'humoristes Palmashow, nommée Ko Lantah, est publiée le 15 mai 2015 et parodie l'émission, à l'occasion de la folle soirée du Palmashow 2 diffusée sur D8. Grégoire Ludig, l'un des deux humoristes, incarne Denis Grognart, l'animateur[154].
- 2022 : Le Flambeau : Les Aventuriers de Chupacabra une série crée par Jonathan Cohen diffusée en clair sur Canal+ en mai 2022, reprend le concept de Koh-Lanta de manière parodique avec plusieurs acteurs et comédiens[155],[156].